# Riverdale (Fernsehserie)
Riverdale ist eine US-amerikanische Fernsehserie, die auf den gleichnamigen Figuren der Archie Comics basiert und auf The CW von 2017 bis 2023 erstausgestrahlt wurde. Die Serie wurde von Greg Berlanti und Roberto Aguirre-Sacasa entwickelt und wurde von Warner Bros. Television und CBS Television Studios sowie Berlanti Productions produziert. Die Erstausstrahlung in den Vereinigten Staaten erfolgte am 26. Januar 2017 auf The CW. Insgesamt wurden sieben Staffeln und 137 Episoden der Serie veröffentlicht.

## Handlung
Die Ereignisse der Serie spielen in einer alternativen Zeitlinie und werden von Jughead Jones erzählt, der sowohl die Funktion des Off-Erzählers als auch eine Hauptrolle in der Geschichte übernimmt.

### Staffel 1
Die Handlung spielt in der Kleinstadt Riverdale, welche keineswegs ein so ruhiges, unschuldiges Städtchen ist, wie es auf den ersten Blick den Anschein haben mag. Seitdem der Highschool-Schüler Jason Blossom bei einem Bootsausflug mit seiner Zwillingsschwester Cheryl am 4. Juli ertrunken ist, ist nichts mehr wie vorher. Archie Andrews hatte sich am selben Tag mit seiner jungen Musiklehrerin Ms. Grundy am Flussufer vergnügt und hörte einen Schuss. Kurz vor Beginn des neuen Schuljahres ziehen Veronica Lodge und ihre Mutter Hermione aus New York City nach Riverdale, um nach der Verhaftung von Veronicas Vater Hiram einen Neuanfang zu wagen. Derweil freut sich Betty Cooper auf ihren Schwarm Archie, der im Haus nebenan wohnt und seit der Kindheit einer ihrer besten Freunde ist. Als sie sich zum ersten Mal seit Wochen in dem Restaurant Pop’s Chock’lit Shoppe wieder begegnen, ist Betty aber noch nicht bereit, ihm ihre Gefühle zu gestehen. Als Veronica kurz darauf das Pop’s betritt, funkt es sofort zwischen der modebewussten Schönheit und Archie. Um ihre neue Freundschaft zu Betty nicht zu gefährden, stellt sie jedoch ihr Interesse an ihm zurück. Dennoch kommt es am Abend des Balls zum Schuljahresbeginn zum ersten Kuss zwischen Archie und Veronica, woran Cheryl, inoffizielle „Bienenkönigin“ der Riverdale High, nicht ganz unschuldig ist. Betty ist dadurch schwer verletzt, und auch Archies erster Versuch sich mit ihr auszusöhnen, scheitert. Er zieht sich ins Pop’s zurück und vertraut sich seinem ehemals besten Freund, dem angehenden Autor und Klassenkameraden Jughead Jones, an. Derweil vergnügen sich Kevin Keller und Moose Mason am Ufer des Sweetwater River – und finden den toten Jason Blossom, dem in den Kopf geschossen wurde.
Archie beschließt gegen den Widerstand von Ms. Grundy eine Aussage zu machen, wodurch er und Jughead ihre angeknackste Freundschaft bereinigen und wieder beste Freunde werden. Auch Betty versöhnt sich mit Archie und schließlich mit Veronica, nachdem sie mitbekommen hat wie letztere Cheryl, die anscheinend mehr über den mysteriösen Tod ihres Zwillingsbruders weiß, als sie zugeben will, nach der Pep Rallye getröstet hat. Cheryl gesteht schließlich, dass Jason in Wahrheit aus Riverdale fliehen wollte, und sie sollte so tun, als sei er ertrunken, damit niemand nach ihm sucht. Am gegenüberliegenden Ufer verabschiedeten sie sich und Cheryl versenkte das Boot; kurz darauf wurde sie von Dilton Doiley und seinen Pfadfindern gefunden. Der Schuss, den sie und Archie hörten galt nicht Jason; Dilton hatte nur auf einen Vogel geschossen. Tatsächlich ergeben die Untersuchungen, dass Jason am 11. Juli starb. Veronica wird derweil von Chuck Clayton, dem Sohn des Coaches zu einem Date eingeladen. Jedoch stellen sich danach Chuck und ein paar andere Mitglieder des Football Teams Riverdale Bulldogs als Pick-up-Artists heraus. Auch Jason war offenbar einer und hat Bettys ältere Schwester Polly verführt, die deswegen bei den Schwestern der stillen Gnade, einer vermeintlichen Nervenheilanstalt eingewiesen wurde. Bei einem Date im Whirlpool wird Chuck von Betty und Veronica mit Handschellen festgesetzt und zu einem Geständnis gezwungen. Als Betty Chuck schlägt, kommt ihre Familie für ihn auch als Mörder in Frage. Laut Bettys Vater Hal ist das ohnehin der Fall, weil Cheryls Urgroßvater den von Betty getötet hat und die Familie Cooper somit seit langem ein Motiv hätte. Archie will derweil eine Karriere als Musiker anstreben, zum Leidwesen seines Vaters Fred, der eigentlich will, dass Archie sein Partner im Familienunternehmen Andrews Constructions wird. Ms. Grundy, die kurzzeitig auch unter Verdacht stand, verlässt Riverdale. Das Autokino Twilight Drive-In, in dem Jughead untergekommen ist, von einem anonymen Käufer gekauft und soll abgerissen werden. Während der letzten Vorführung sehen Veronica und Cheryl, wie Hermione dem Anführer der Biker-Gang Southside Serpents eine Tasche voller Geld überreicht. Veronica vermutet, dass der Anführer, von dem sie nicht weiß, dass es sich um Jugheads Vater FP Jones handelt, und Hiram mit dem Mord an Jason zu tun haben könnten. FP Jones ist alkoholkrank und hat im Moment große Schwierigkeiten, sein Leben auf die Reihe zu bekommen, gibt sich aber trotzdem große Mühe, seinem Sohn ein guter Vater zu sein. Jughead will jedoch lieber auf der Straße leben als bei ihm. Sheriff Tom Keller, Kevins Vater, werden in derselben Nacht alle seine Aufzeichnungen über den Mordfall gestohlen. Archie erhält das Angebot, neuer Kapitän zu werden, wenn er sich gegen Reggie Mantle durchsetzt. Auf Jasons Beerdigung erfährt Betty von Cheryls Großmutter Rose, dass Jason und Polly in Wahrheit ein Liebespaar waren. Jason hat Polly sogar mit einem alten Ring von Rose einen Heiratsantrag gemacht; am 4. Juli wollten sie gemeinsam fliehen. Archie wird zum Kapitän ernannt, verzichtet jedoch zugunsten des verdutzten Reggie. Hermione nimmt eine Stelle als Buchhalterin bei Andrews Constructions an und beginnt eine Affäre mit Fred, was ihrer Tochter nicht verborgen bleibt. Jughead und Betty finden heraus, dass es sich bei den Schwestern der stillen Gnade um eine zwielichtige Besserungsanstalt handelt. Betty besucht dort Polly, die von Jason schwanger ist. Von ihr erfährt Betty nun die Wahrheit: Als sie am 4. Juli fliehen wollte, wurde sie von ihren Eltern wegen ihrer Schwangerschaft bei den Schwestern zwangseingewiesen. Auf der anderen Seite des Sweetwater River ein von Polly erwähntes Fluchtauto und darin u. a. die College-Jacke von Jason. Als sie Tom zu dem Auto führen, finden sie es brennend vor. Polly flieht in derselben Nacht aus der Anstalt. Bei einem Geschäftsessen mit Bürgermeisterin Sierra McCoy hofft Fred, den Bauauftrag für das neue Gebäude auf dem Grundstück des ehemaligen Autokinos zu erhalten, nicht wissend, dass Hiram Lodge der anonyme Käufer ist. Polly wird schließlich auf dem Dachboden der Coopers gefunden. Archie hat gleichzeitig entdeckt, dass Jughead in einem Besenschrank der Schule untergekommen ist, und bietet ihm an bei ihm und Fred zu wohnen. Jughead nimmt zögernd an, denn inzwischen sind er und Betty ein Paar und er ist in Sorge, dass Archie sich dadurch hintergangen fühlen könnte. Archie ist jedoch mit der Beziehung einverstanden. Gleichzeitig beginnt FP wieder bei Andrews Constructions zu arbeiten. Nachdem sich die Coopers und die Blossoms darüber stritten, wo Polly wohnt, überredet Veronica Hermione, dass Polly in ihrem Haus The Pembrook einziehen darf. Später zieht sie nach Thornhill, das Anwesen der Blossoms. Fred hat inzwischen den Auftrag für Hirams Bauprojekt erhalten. Die meisten seiner Arbeiter kündigen jedoch, um einen lukrativeren Auftrag von Clifford Blossom, Cheryls Vater, anzunehmen. FP und mehrere Serpents springen schließlich ein. Betty richtet bei Archie zuhause Jugheads Geburtstagsfeier aus, wovon er nur mäßig begeistert ist. Besonders nachdem Cheryl und Chuck sich selbst einladen und es zu Streitereien kommt. Auf einer Familiengala der Blossoms ist Archie für Jason eingesprungen und bekommt mit, dass diese offenbar für Hirams Verhaftung verantwortlich sind. Dies verstärkt Veronica in ihrem Verdacht, dass Hiram aus Rache FP beauftragt hat, Jason zu töten. Auch Bettys Mutter Alice hält FP für den Mörder und bittet Archie und Veronica, FPs Trailer zu durchsuchen. Sie finden aber nichts, was FP in irgendeiner Form belastet. Betty konfrontiert später Archie und Veronica mit ihrer Tat, welche alle drei vor dem fassungslosen Jughead geheim gehalten haben. Das Gespräch wird von ihren Eltern unterbrochen, die ihnen mitteilen, dass FP verhaftet wurde. Tom hat in seinem Trailer eine Waffenkiste mit der Tatwaffe gefunden, die bei Archies Razzia nachweislich noch nicht dort war. Als die drei aussagen wollen hat FP bereits ein Geständnis abgelegt: Jason habe für ihn eine Marihuana-Lieferung übernommen und er im Gegenzug den Fluchtwagen organisiert. Dann haben er und ein Serpent namens Mustang Jason gefangen gehalten, um von Clifford ein Lösegeld zu erpressen. Jason wurde bei einem Fluchtversuch erschossen und anschließend am Sweetwater River platziert. FP gesteht auch den Diebstahl der Aufzeichnungen, wofür jedoch Hal Cooper verantwortlich war. Er wollte verhindern, dass herauskommt, dass Cheryls und Bettys Urgroßväter Brüder waren. Polly wird von den Coopers von Thornhill weggeholt, wo Betty zuvor auch Jasons Verlobungsring fand. FP gibt Jughead den Tipp, dass Mustang die Wahrheit kennt, doch er und seine Freunde finden ihn tot in seinem Haus. Auch Jasons College-Jacke und Hermiones Tasche finden sie dort. Während Tom FP und Hiram als Täter überführt sieht, findet Archie in der Jacke einen USB-Stick, auf dem ein Video zu sehen ist. Jason wurde noch in Gefangenschaft von seinem eigenen Vater erschossen. Er hatte von den Drogengeschäften seines Vaters Wind bekommen und wollte deswegen fliehen. Clifford hat auch Mustang getötet und den Verdacht gezielt auf den unbeteiligten Hiram gelenkt. Das Geld erhielt FP weil er dafür sorgte, dass Hiram das Autokino kaufen konnte; den Mord gestand er weil Clifford Jughead bedrohte. Wegen der anderen Anklagepunkte bleibt FP jedoch weiterhin in Haft. Als die Polizei auf Thornhill eintrifft, hat Clifford sich bereits erhängt.
Cheryl versucht sich auf dem zugefrorenen Sweetwater River umzubringen und wird von Archie gerettet. FP weigert sich, gegen die anderen Serpents auszusagen. Da Jugheads neue Pflegefamilie im südlichen Teil der Stadt wohnt, muss er auf die Southside High wechseln, wo er sich jedoch schnell wohlfühlt. Als Betty sich für die Serpents ausspricht, wird sie angefeindet und hält auf dem nächsten Ball eine flammende Rede, dass alle Bewohner Riverdales ein Teil dessen sind, und Riverdale einen Neuanfang, frei falscher Fassaden und Vorurteile, braucht. Archie und Veronica bekennen sich erstmals öffentlich dazu ein Paar zu sein. Zum Dank, dass FP seinen Ehrenkodex nicht gebrochen hat, bekommt Jughead von FPs rechter Hand Tall Boy eine Serpent-Jacke und die Zusicherung, dass die Serpents für ihn da sein werden. Cheryl setzt sich zum ersten Mal in ihrem Leben gegen ihre Mutter Penelope, die sie ihr Leben lang nur vernachlässigt und misshandelt hat, zur Wehr und legt ein Feuer auf Thornhill. Am nächsten Morgen sieht Archie, wie sein Vater im Pop’s von einem neuen Kriminellen mit schwarzer Maske bedroht wird. Archie erhascht noch einen Blick in die stechend grünen Augen des Maskierten, bevor dieser auf Fred Andrews schießt.

### Staffel 2
Der Beginn der zweiten Staffel knüpft nahtlos an das Ende der ersten an. Archie fährt Fred im Affenzahn ins Krankenhaus und rettet ihm so das Leben. Auch Penelope wurde, nachdem sie ins Haus zurückkehrte um das Familienportrait zu retten, mit schweren Verbrennungen im Krankenhaus eingeliefert. Cheryl droht ihr damit, ihr den Sauerstoff abzudrehen, wenn sie sie in Zukunft nicht besser behandelt. Als Betty und Jughead für Archie im Pop’s nach Freds verlorenem Portemonnaie suchen können sie es nicht finden. Zurück im Pembrook stellt Veronica fest, dass ihr Vater Hiram Lodge aus der Haft zurückgekehrt ist. Sie ist nicht erfreut, da sie denkt entweder er oder Hermione haben etwas mit dem Angriff auf Fred zu tun, während Alice und Tom die Serpents verdächtigen. Auf der anderen Seite des Sweetwater River, in Greendale, wird Ms. Grundy von dem maskierten Mann mit ihrem Cellobogen getötet. Da das Pop’s seit dem Angriff Verluste macht, organisiert Betty eine Wiedereröffnungsparty, bei welcher Veronicas Eltern das Pop’s heimlich kaufen. Als Fred aus dem Krankenhaus entlassen wird hält Archie im Flur Wache, aus Angst der Angreifer könnte zurückkommen. Seit dem Angriff auf Ms. Grundy vermutet er der Maskierte jagt gezielt Menschen, die ihm nahe stehen. Um FP zu helfen, wendet Jughead sich an Penny Peabody, die Anwältin der Serpents. Sie rät Jughead, die Blossoms zu überreden, auszusagen, dass sie FP vergeben hätten. Als Bezahlung verlangt Penny lediglich einen späteren Gefallen von Jughead. Als die Blossoms sich weigern, für FP auszusagen, droht Betty Cheryl mit der Veröffentlichung des Videos, auf dem ihr Vater Jason erschießt. Cheryl sagt daraufhin unter Eid aus, dass sie FP vergibt und dass Clifford ihm gedroht hatte, Jughead etwas anzutun, wenn FP sich nicht fügt. Daraufhin wird das Urteil aufgeschoben, weil der Fall neu beurteilt werden muss. Als Moose und seine Freundin Midge Klump in ihrem Auto die Droge Jingle Jangle konsumieren werden auch sie von dem Maskierten angeschossen, überleben jedoch. Alice Cooper erhält einen Brief von dem Angreifer, der sich als „Black Hood“ bezeichnet. Der Brief enthält Freds Portemonnaie und Ms. Grundys Sonnenbrille sowie ein Geständnis von Black Hood. Er kündigt an, die Sünder der Stadt (Ehebrecher, Pädophile, Drogenkonsumenten) zu verfolgen. Polly, die von ihrem entfernten Cousin unehelich schwanger ist, bekommt Angst und flieht auf die „Farm“. Archie kommt auf die Idee, mit den anderen Riverdale Bulldogs eine Bürgerwehr namens „Der Rote Kreis“ zu gründen. Dafür erhält er auch den Segen seines Schuldirektors Waldo Weatherbee. Hiram Lodge überredet kurz darauf Archie, dem Black Hood gegenüber provokanter aufzutreten. Archie dreht daraufhin mit dem Roten Kreis ein Video, in dem er Black Hood ankündigt, dass sie ihn jagen und erledigen werden. Damit zieht er nicht nur Mr. Weatherbees Entsetzen auf sich, sondern auch den Zorn einiger minderjähriger Serpents von der Southside High, die Black Hood für einen Helden halten, da er bisher nur Northsider getötet hat. Auch Jugheads neue Mitschülerin Antoinette Toni Topaz, die Archie nicht kennt, hält den Roten Kreis für eine der radikalen Gruppen von der Northside. Um seinen Mitschülern wie dem radikalen Sweet Pea Einhalt zu gebieten, beschließt Jughead gegen den Rat seines Vertrauenslehrers Robert Phillips sich den Serpents anzuschließen, da er als Sohn des Anführers große Chancen auf eine hohe Position hätte. Er besteht die Aufnahmerituale und erhält von Toni das Schlangentattoo der Serpents. Da Archie, angefacht von Alice, vermutet, dass Black Hood von der Southside stammt, kommt es dort zu einer Konfrontation zwischen ihm und Sweet Pea und anderen Serpents, die beinahe eskaliert. Derweil bekommt Betty einen Brief von Black Hood, der ihr offenbart, dass ihre Rede auf dem Ball ihn zu seinen Taten inspiriert hat. Er schickt einen Code mit, der den nächsten Angriffsort benennt. Laut ihm kann nur Betty ihn lösen. Was ihr mithilfe von Jughead und einem Buch aus ihrer Kindheit auch gelingt. Offenbar ist das Rathaus der Ort des nächsten Angriffs. Als keiner ihre Warnungen glaubt lösen Jughead und Betty den Feueralarm aus. Doch Black Hood offenbart Betty später am Telefon, dass das nur ein Test war ob sie kooperiert. Er quält sie mit weiteren Anrufen, in denen er von ihr fordert, die Freundschaft mit Veronica zu beenden und sich von Jughead zu trennen, andererseits würde er ihrer Familie etwas antun. Als Nächstes fordert Black Hood von Betty in der Schülerzeitung Blue & Gold zu veröffentlichen, dass ihre Mutter Alice als Jugendliche ebenfalls zu den Serpents gehörte und sogar mal verhaftet wurde. Jughead geht den Gerüchten nach, dass an der Southside High mit Drogen gedealt wird, und findet so heraus, dass nicht die Serpents, sondern nur die konkurrierende Gang, die Ghoulies, mit Drogen handeln. Veronica erhält derweil Besuch von Nick St. Clair, der kurz darauf auf einer Party Cheryl unter Drogen setzt und versucht sie zu vergewaltigen, was von Veronica und ihren Freundinnen Josie, Melody und Valerie von der Band Josie und die Pussycats verhindert wird. Penelope weigert sich Anzeige gegen Nick zu erstatten. Kurz darauf erhält Betty einen erneuten Anruf von Black Hood, der Betty beweisen will, dass sie genau so böse ist wie er. Er zwingt sie sein nächstes Opfer zu wählen. Betty entscheidet sich in ihrer Verzweiflung für Nick St. Clair, den Black Hood zwar krankenhausreif schlägt, aber nicht tötet. Als Nächstes trägt Black Hood Betty auf, einen Drogendealer mit dem Pseudonym Sugar Man zu identifizieren.
Am nächsten Tag offenbart Black Hood in einem Brief, dass er in den nächsten 48 Stunden die Bewohner von Riverdale beobachtet. Keiner darf mehr sündigen, sonst wird das Morden weiter gehen. Die erste Sünde begeht Jughead, indem er mit Archie für Penny Peabody Drogen liefert. Sie fordert ihren „Gefallen“ ein und spielt ihm vor, F.P. wäre im Gefängnis verprügelt worden und brauche weiter ihre Hilfe, die Jughead nicht bezahlen kann. Auf ihrem Weg treffen sie einen gruseligen Mann, der ihnen die Geschichte vom „Riverdale Reaper“ erzählt. Dieser hat vor Jahren eine ganze Familie in einem Haus am Rand des Fox Forrest erschossen. Er vermutet Black Hood könnte dieser Mann sein. Penny erpresst Jughead am nächsten Tag mit einem Video, auf dem er die Kiste mit Drogen liefert. Er soll weiter Jobs für sie erledigen, weil F.P. ein früheres Versprechen nicht gehalten hat. Die zweite Sünde begeht Josie. Sie lässt sich gegen den Willen ihrer Mutter mit Chuck Clayton ein und bekommt ein blutges Schweineherz geschickt. Außerdem scheint Cheryl eifersüchtig zu sein und Mr. Svensson, der Hausmeister der Schule tritt mehrfach auf gruselige Art in Erscheinung. Die dritte Sünde begeht Sheriff Keller und Mrs. McCoy. Sie haben eine heimliche Affäre, die Betty und Veronica aufdecken. Betty hatte aufgrund von Tom Kellers merkwürdigem Verhaltens zuerst vermutet, er könnte Blackhood sein. Black Hood ruft Pop Tate im Diner an, um mitzuteilen, dass Riverdale beim Test versagt hat und der Tag der Abrechnung naht.
F.P. wird aus dem Gefängnis entlassen. Jughead vermutet, dass Penny das bewirkt hat. F.P. Möchte nun bei den Serpents austreten und ein geordnetes Leben führen. Betty überredet Jughead, eine Abschiedsparty im White Worm für seinen Vater zu schmeißen. Bei dieser Party tanzt Betty den Serpents Dance, einen Striptease, um als Frau den Serpents bei zu treten. Das gefällt Jughead nicht, da er sich um Bettys Sicherheit Sorgen macht. Zuvor hatte Penny gedroht, sollte Jughead keine Jobs mehr für sie erledigen, Betty etwas an zu tun. Um sie zu beschützen, trennt Jughead sich von ihr. F.P. tritt überraschenderweise doch nicht zurück, da er von Jugheads Schulden bei Penny erfahren hat und diese nun auf sich nehmen möchte. Veronica und Archie untersuchen das Mordhaus des Riverdale Reapers und finden heraus, dass ein Kind das Massaker überlebt hat, Joseph Conway. Sie identifizieren dieses als Mr. Svenson, den Hausmeister der Highschool. Dieser ist bei den Schwestern der Stillen Gnade aufgewachsen. Er erzählt, dass er den Angreifer damals identifiziert hat und die Stadt hat Selbstjustiz begangen. Da Veronica Archies Liebesbekundung nicht erwidern konnte, trennen die beiden sich.
Um Jughead zu schützen dealt nun F.P. mithilfe anderer Serpents mit Drogen. Jughead hält diese Situation nicht aus und schnappt sich Penny. Er und die jungen Serpents fahren sie aus der Stadt und Jughead schneidet ihr das Schlangentatoo aus dem Arm. Er rät ihr, nie wieder zurückzukommen. Veronica gibt sich als Harmonie aus und bezahlt die Krankenhausrechnung von Fred Andrews. Sie findet auch heraus, dass ihre Eltern das Pop’s heimlich gekauft haben. Aus Geldnot beginnt Cheryls Mutter Penelope an, sich zu prostituieren. Betty und Archie sorgen sich, um Mr. Svenson, der seit Tagen nicht zur Arbeit erscheint. Als Betty ein „Weihnachtsgeschenk“ mit einem Finger von Mr. Svenson und einem Brief von Black Hood bekommt, wird beiden klar, dass er entführt wurde. Black Hood fordert von Betty, die „Ursünde der Stadt“ aufzudecken, damit Mr. Svenson am Leben bleibt. Sie kommt dahinter, dass Joseph Conway damals auf den falschen Mörder gezeigt hat. Mehrere Einwohner Riverdales, darunter Bettys Großvater begruben den Mann lebendig unter einem Baum. In einer emotionalen Situation küssen sich Archie und Betty und Cheryl beobachtet das. Danach eilen sie zu dem Baum, unter dem sie Mr. Svenson vermuten. Dort begegnen sie Black Hood und er will Betty zwingen, Archie lebendig zu begraben. Betty schafft es, Black Hood mit der Schaufel nieder zu schlagen. Er flüchtet zunächst, wird dann aber von Sheriff Keller erschossen. Unter der Maske steckt Mr. Svenson. Veronica und Archie kommen wieder zusammen.
Die South Side High wird plötzlich geschlossen. Jughead, Tony und andere Serpents kommen an die Riverdale High. Sie werden nicht von allen freundlich begrüßt. Es entsteht ein Kampf zwischen den Bulldogs und den Serpents, woraufhin Principal Wetherbee jegliches Art von Gangverhalten, inklusive der Serpentkutten verbietet. Die Lodges kaufen mit Hilfe der Bürgermeitserin heimlich das Land, auf dem die Southside High steht. Archie wird von Mr. Adams vom FBI kontaktiert und gebeten, Familie Lodge aus zu spionieren. Dabei erfährt er, dass Nick Sanclair versucht hat, Veronica zu vergewaltigen. Er fährt zu Nick und verprügelt ihn. Polly bekommt die Zwillinge und informiert ihre Familie nicht. Als Betty das rausfindet, versucht sie ihren verschollenen Bruder Charles zu finden, um ihre traurige Mutter wieder auf zu bauen. Sie und Alice folgen einer Spur bis zu einer Absteige. Dort treffen sie auf Chick, den vermeintlichen Charles. Er weist die beiden ab. Da es Betty aber keine Ruhe lässt, fährt sie noch mal hin und rettet Chick aus einer körperlichen Auseinandersetzung mit dem Manager des Motels. Alice quartiert ihn im alten Zimmer von Polly ein, sehr zum Missfallen von Hal.
Die Stadt bereitet sich darauf vor, General Pickens zu ehren. Er hat damals angeblich die Stadt zusammen mit einem Blossom Vorfahrens gegründet. Als Jughead Tonys Großvater, den ältestes noch lebenden Serpent für seinen Zeitzeugenvortrag interviewt, erfährt er die Wahrheit. General Pickens hat, angeheuert von Barnebas Blossom Tonys Vorfahren, den Stamm der Oktainer massakriet, um das Land zu bekommen. Jaghead will die Story öffentlich machen und greift Hiram Lodge an, da er auf diesem Land bauen will. Er protestiert mit den anderen Serpents bei der Feier des Pickens Day. Am nächsten Tag entdecken die Lodges, dass die Statue von General Pickens enthauptet wurde. Derweil versucht Archie Hiram Lodge zu gefallen und beginnt mit Wrestling, Hiram Lieblingssport. Hiram will Archie tolerieren und bieten ihm einen geschäftlichen Einstieg unter seiner Führung an. Chick wohnt derweil bei den Coopers und entpuppt sich als zwielichtig. Er scheint ein Online-Gigolo zu sein. Hal akzeptiert das nicht und zieht aus.
Zu Veronicas Firmung kommen viele Gangsterfamilien. Archie hört zufällig, dass einer von ihnen vor hat, Hiram zu töten. Nachdem der Hiram Bericht erstattet hat, wird der Gangster hingerichtet in seinem Hotelzimmer gefunden. Veronica macht sich derweil Sorgen, Archie könnte zu tief in die Machenschaften ihres Vaters rein gezogen werden. Die Serpents werden verdächtigt, die Statue von General Pickens enthauptet zu haben. Sie sollen den Sunnyside Trailerpark innerhalb von zwei Wochen räumen. Betty und Jughead nähren sich wieder an und beschließen gemeinsam nach dem Kopf zu suchen. Doch vorher kommt Penny zurück. Da Jughead eine Serpent verletzt und damit den Codex gebrochen hat, soll abgestimmt werden, ob er aus der Gang geworfen wird. Er ist verzweifelt über die ganze Situation und vertraut sich endlich Betty an. Nach einem Hinweis finden sie den Kopf auf dem Schrottplatz. Die Beschreibung des „Täters“ passt auf Tall Boy. Anscheinend wurde er zu der Tat von Hiram Lodge angeheuert, um Unruhe zu stiften. Er wird aus der Gang verbannt. Betty und Jughead sind erleichtert über den Erfolg und sprechen sich aus. Sie schlafen in F.P.s Trailer das erste Mal miteinander. Zurück zu Hause findet Betty Alice vor, über einer blutüberströmten Leiche kniend.
Es stellt sich heraus, dass Chick den Mann im Haus der Coopers erschlagem hat. Voller Panik entsorgen Alice und Betty die Leiche im Wald. Betty findet sein Handy und ruft verschiedene Nummern an, bekommt nur eine aggressive Frau ans Telefon. Da sie langsam durchdreht, vertraut sie sich Jughead an. Die beiden schieben das Auto des Toten, das noch vor dem Haus parkte, in der Sumpf und werfen sein Handy hinterher. Da Alice auch ganz panisch ist, begräbt F.P. die Leiche im Wald und fügt Natriumchydroxid für die Zersetzung hinzu. Die vier treffen sich im Pop’s und F.P. sagt, sie wären immer füreinander da, hier schließt sich der Kreis. Cheryl entdeckt, dass ihre Mutter eine Affäre mit Hal Cooper hat. Hiram versucht die Jones mit Erlass der Mietschulden für alle Serpents zu bestechen. Jughead soll seinen Namen aus dem bevorstehenden Enthüllungsartikel über die Vorgänge in Riverdale raus halten. Jughead geht nicht auf den Deal ein. Hiram versichert Veronica, dass er nichts mit dem Mord an dem Gangster zu tun hat. Bürgermeisterin McCoy tritt zurück, nachdem sie von Veronica gewarnt wurde, ihre Eltern würden ihre Affäre mit Sheriff Keller öffentlich machen wollen. Harmonie enthüllt, dass Agent Adams ein Freund der Familie ist und lediglich als Test für Archies Loyalität diente. Archie hätte den Test bestanden und gehöre nun zum Kreis der Familie Lodge.
Veronica, Archie, Betty und Jughead fahren übers Wochenende in das Ferienhaus der Lodges am Shadow Lake. Cheryl ist wütend darüber, dass sie nicht eingeladen wurde. Sie ruft Jughead an und erzählt ihm, dass Betty und Archie sich vor ihrem Haus an Weihnachten geküsst haben. Da beide Paare zu dieser Zeit getrennt waren, scheint es für alle in Ordnung zu sein. Veronica vernimmt jedoch eine Restspannung und schlägt eine ungewöhnliche Maßnahme vor. Um „faire Bedingungen“ zu schaffen, sollen sie und Jughead sich vor den Augen der beiden anderen küssen. Archie fühlt sich dadurch in seiner Männlichkeit gekränkt, Betty dagegen noch mehr zu Jughead hin gezogen. Durch einen Anruf von F.P. erfährt Jughead, dass Hiram Lodge den Sunnyside Trailerpark gekauft hat und alle bleiben dürfen. Für ihn klingt das nicht nach einem Sieg, sondern nach Inflantration der South Side. Betty bekommt ebenfalls einen Anruf von Alice: Hiram hat auch den Riverdale Register gekauft. Auf diese Weise kann er nun auch die Presse kontrollieren. Als die beiden Veronica vorwerfen, sie hätte sie extra in das Haus am See gelockt, um Jughead aus dem Weg zu haben bei seiner Inbesitznahme, werden sie von vier maskierten Männern überfallen. Nach einem stummen Alarm von Veronica fliehen die Räuber. Archie verfolgt einen der Angreifer. Dieser entpuppt sich als Cassidy Bullock, ein Verkäufer aus der Stadt. Plötzlich erscheint Andre, der Buttler der Lodges und schickt Archie weg. Dieser rennt weg und hört nur einen Schuss. Jughead hat bei Chick ein ungutes Gefühl und fürchtet, er könnte gefährlich sein. Cheryl und Tony kommen sich derweil näher. Cheryl redet das erste Mal über ihre große Liebe Heather und dass ihre Mutter sie als „abartig“ beschimpft hat.
Jughead arbeitet weiter unermüdlich an dem Enthüllungsartikel über Hiram Lodges Pläne. Er erfährt von Archie, dass auch das Pop’s auf der North Side Hiram gehört. Pop Tate bittet Jughead, es nicht zu veröffentlichen. Jughead sucht nach neuen Beweisen und findet heraus, dass Hiram auf dem Grund der Southside High ein Gefängnis bauen will. Derweil versucht Hiram Fred zu überreden, für das Bürgermeitseramt zu kandidieren. Archie möchte nicht, dass sein Vater zu Hirams Marionette wird und versucht auf verschiedene Weise dieses Vorhaben zu torpedieren. Als die Veröffentlichung von Jugheads Artikel unmittelbar bevorsteht, macht Hiram seine Pläne öffentlich. Fred zieht daraufhin seine Kandidatur zurück, da er nicht möchte, dass sein schönes Riverdale in eine Strafanstalt verwandelt wird. Archie stellt sich auf Hirams Seite. Betty überredet Kevin, Chick online aus zu spionieren. Kevin zieht zuerst mit, da er Chick aber nett findet, bricht er ab. Cliffords Zwillingsbruder Claudius Blossom taucht auf. Eine unerwartete Testamentseröffnung besagt, dass jeder Blossemverwandte, der dies mit einem Bluttest beweist, Geld von Clifford erbt. Chick will sich nicht testen lassen. Daraufhin schickt Betty heimlich seine Zahnseide ein und es kommt heraus, dass kein Blossomblut durch seine Adern fließt. Betty denkt, den Beweis gefunden zu haben, dass Chick ein Betrüger ist. Aber Alice offenbart, dass Hal nicht Chicks Vater ist. Den Namen des Vaters hält sie erstmal geheim. Harmonie kandidiert derweil als neue Bürgermeisterin.
Fred Andrews entscheidet sich gegen Harmonie für das Amt des Bürgermeisters zu kandidieren. Veronica schlägt in der Schule viel Hass entgegen, vor allem von Reggie und Ethel. Sie möchte dagegen halten und kandidiert mit Betty als Stellvertreterin für das Amt der Schülersprecherin. Sie belügt ihre Freunde, nichts von den Plänen ihrer Eltern für den Bau des Gefängnisses gewusst zu haben. Ethel und Josie lassen ihre Lüge auffliegen. Nun will Betty nicht mehr zusammen mit Veronica kandidieren. Jughead kämpft weiter gegen die Schließung der South Side High und tritt in einen Hungerstreik. Als er erfährt, dass das Schulgebäude abgerissen werden soll, kettet er sich mit einigen Serpents an die Schule. Hiram stachelt Archie gegen seinen besten Freund auf und bringt ihn dazu, die Serpents mit Bolzenschneidern medienwirksam los zu schneiden. Jughead entscheidet sich daraufhin, auch als Schülersprecher zu kandidieren mit Betty als Stellvertreterin. Diese bittet ihn im Gegenzug darum, bei ihm wohnen zu dürfen, weil sie es nicht mehr länger mit Chick in einem Haus aushält. Cheryl hat Angst, ihre Mutter und Onkel Claudius wollen sie und Nana Rose loswerden. Als Nana Rose die Treppe herunter fällt und ein lähmendes Gift in ihrem Blut gefunden wird, bestätigt sich Cheryls Verdacht. Um sie mundtot zu machen, liefert Penelope sie bei den Schwestern der Stillen Gnade ein.
Cheryl wird im geheimen Homo-Umerziehungskamp bei den Schwestern gequält. Sie muss schwere körperliche Arbeit verrichten und wird schikaniert. Penelope behauptet, Cheryl sei in einem Internat in der Schweiz. Tony glaubt ihr nicht. Nach einem Hinweis von Nana Rose macht sie sich mit Veronica und Kevin auf, um Cheryl zu befreien. Josie ist kurzfristig abgesprungen, nachdem sie erfahren hat, dass Cheryl ihr damals das blutige Schweineherz geschickt hat. In einer nächtlichen Action fliehen die Freunde mit Cheryl durch einen geheimen Tunnel. Dabei küssen sich Cheryl und Tony zum ersten Mal. Der Wagen, den Betty und Jughead im Sumpf versenkt haben, wird gefunden. Betty, Jughead, Alice und F.P. beschließen, sich ruhig zu verhalten. Trotzdem ermitteln Jughead und Betty und bringen Unruhe in die Sache. Sie finden heraus, dass der erschlagene Drogendealer den Wagen geklaut hat. Er gehörte wohl der verrückten Frau, mit der Betty am Telefon gesprochen hat. Obwohl diese, Darla, den Wagen abholt und wegfahren will, holt Chick sie zurück. Darla und ihr Freund belagern das Haus der Coopers und verlangen 10 000 Dollar als Schweigegeld. Als Betty am nächsten Morgen zur Bank geht, um das Geld zu holen, ruft sie sich heimliche Unterstützung, Die Serpents stürmen das Haus und verjagen die Belagerer. Alice bedankt sich daraufhin bei den Serpents und verspricht, sie nicht mehr anzugreifen. Sie geht zu F.P.s Trailer und die beiden verschwinden im Schlafzimmer. Betty wird nun auch von den Serpents akzeptiert, die aufgrund der Anfeindungen von Alice auch gegen Betty waren. Archie wird von Hiram zu einer Gangsterparty mitgenommen. Die Ganoven bedrohen Hirams Familie. Der Capo Adams läuft über und sticht Andre nieder. Archie gründet den dunklen Kreis und jagt das Auto der beiden in die Luft. Er kündigt an, das wäre erst der Anfang, wenn sie nicht verschwinden. Er steht jetzt loyal zu Hiram und dieser schenkt ihm einen teuren Wagen.
Die Schüler der Riverdale High führen das Musical „Carrie“ auf, Jughead wird der Dokumantarfilmer. Cheryl drängt sich in die Rolle der Carrie White rein. Sie wird bei einer Probe fast von einem Sandsack erschlagen. Daraufhin tauchen Drohbriefe vom „vermeidlichen“ Blackhood auf. Dieser verlangt, dass Cheryl umbesetzt wird, sont geschieht etwas Schlimmes. Kevin weiht Jughead ein. Er ermittelt und findet heraus, dass Ethel, die selbst die Hauptrolle wollte, die Briefe geschrieben hat. Archie verheimlicht Fred, dass er ein Auto von Hiram angenommen hat. Hiram erzählt es Fred und versucht Vater und Sohn gegeneinander auf zu stacheln. Archie macht Hiram klar, dass das nie geschehen wird, gibt das Auto zurück und stellt sich wieder auf die Seite seiner Vaters. Er besorgt auf dem Schrottplatz ein altes Auto, dass die beiden zusammen reparieren sollen. Fred ist gerührt. Auch die vier Freunde vertragen sich wieder. Cheryls Mutter verbietet ihr die Arbeit an dem Musical. Mitch wird für die Rolle der Carrie besetzt. Cheryl fährt einen letzten Zug gegen ihre Mutter, begießt sich wie Carrie White mit Schweineblut und droht Penelope, sie umzubringen, wenn sie mit Claudius nicht in die Scheune zieht. Cheryl möchte das Haus für sich und Nana Rose alleine haben. Alice fühlt sich alleine. Hal und Chick sind weg und F.P. weist sie nach der gemeinsamen Nacht zurück. Daher holt Betty ihren Vater Hal wieder zurück und er versöhnt sich mit Alice. Bei der Aufführung des Musicals kommt es zu einem tragischen Zwischenfall: Mitch steht auf der Bühne an der Wand, mit mehreren Messern erstochen. Neben ihr steht mit Blut geschrieben: I’m back, the B. H.
Der Mord an Mitch erschüttert die ganze Stadt. Mitchs Mutter und Cheryl vertrauen Sheriff Keller nicht mehr. Das nutzen die Lodges aus, um Cheryl aufzuhetzen, damit sie einen Artikel gegen den Sheriff schreibt. Daraufhin wird der Sheriff angegriffen. Er tritt nun zurück. Die große Frage ist allerdings: Lebt der Black Hood noch? Archie ist sich sicher, dass Mr. Svensson nicht der echte Balck Hood war. Jughead vermutet Chick als Täter. Zusammen mit Betty finden sie aufgrund eines Fotos bei den Schwestern der Stillen Gnade haraus, dass Chic nicht der echte Charles Smith ist. Als sie ihn mit der Enthüllung konfrontieren, greift er Alice mit einem Messer an und Betty schlägt ihn nieder. Sie fesseln Chick im Keller und versuchen rauszufinden, was mit dem echten Charles passiert ist. Sie denken, Chick hätte ihn ermordet. Chick behauptet, Charles hätte sich umgebracht, weil Alice ihn nicht wollte. Sie geht zu F.P. und erzählt ihm alles, auch dass er der leibliche Vater von Charles ist. Black Hood ruft Betty an und befiehlt ihr, ihm den Mörder Chick auszuliefern. Sie führt Chick heimlich auf eine Lichtung, wo er um sein Leben rennen soll, während Black Hood ihn verfolgt. Zurück im Haus wundert sich Betty, wo ihr Vater ist. Nick Sanclair entführt Archie und erpresst Veronica um 1 Million Dollar. Da Veronica nicht zahlen kann und Hiram seine Hilfe verweigert, will Nick eine Nacht mit Veronica. Archie kann sich befreien und eilt ihr zur Hilfe. Veronica hat Nick allerdings schon K.-o.-Tropfen verpasst und ihn außer Gefecht gesetzt.
Betty hat die schreckliche Vermutung, ihr Vater Hal könnte der Black Hood sein. Sie denkt, ihn im Wald mit Chick erkannt zu haben. Sie spioniert Hal zusammen mit Cheryl hinterher und findet in einer geheimen Wohnung, die er mietet ein Bilderbuch. Genau dieses nutzte damals Balck Hood für die Entzifferung des Codes. Sie konfrontiert ihren Vater mit ihrer Vermutung. Er versichert ihr, das Buch aus Nostalgie für ihren nächsten Geburtstag gekauft zu haben. Sie traut ihm allerdings nicht. Als im Rathaus der vermeintliche Black Hood auf Harmonie Lodge schießt und Hal anwesend ist, wird Betty unsicher. Veronica schließt ein Bündnis mit dem Gangstersohn Elio, der ihr helfen will, ein legales Casino aufzuziehen. Hiram lehnt das ab und stellt sie als naives kleines Kind da. Daraufhin wendet sich Veronica von ihrem Vater ab und unterstützt nun Mr. Andrews im Wahlkampf. Hiram holt Sheriff Minetta, einen Freund der Familie nach Riverdale. Mouse erzählt dem dunklen Kreis, dass Mitch ihn mit einem Southside Serpent betrogen hat. Reggie vermutet Sweet Pea und es entbrennt ein Krieg zwischen den Bulldogs und den Serpents. Allerdings hat Jughead gefilmt, wie Fengs und Mich zusammen in ihrer Kabine waren. Fengs gibt Jughead gegenüber die Affäre mit Mitch zu. Das Filmmaterial hat leider schon Sheriff Minetta. Jug versucht es zurückzuholen, aber der Sheriff behält es. Das Video wird auf der Register Webseite veröffentlicht und Fengs wird verhaftet. Aus Mangel an Beweisen wird er freigelassen. Hiram stachelt nun Reggie gegen die Serpents an, da Archie nicht mehr für Hiram arbeiten will. Die Serpents versuchen Fengs durch eine wütende Meute hindurch raus zu bringen. Plötzlich fällt ein Schuss und Fengs wird am Bauch getroffen. Archie hat es geschafft, Reggie zu Boden zu reißen, bevor er schießen konnte. Der Täter bleibt daher zunächst unbekannt.
Bettys Intuition sagt ihr trotz allem, dass ihr Vater Black Hood ist. Sie ruft ihn an und bittet ihn um ein Treffen im Rathaus, wo alles begann. Er erscheint nicht. Stattdessen wird Cheryl in ihrem Haus von Black Hood angegriffen, kann ihm aber in die Schulter schießen und er flieht. Zurück in ihrem Haus findet Betty am Waschbecken blutige Tücher und ist sich nun sicher, dass Hal Black Hood ist. Von F.P. erfährt sie, dass Hal im Krankenhaus ist. Sie eilt dorthin und findet nur noch den ermordeten Arzt vor. Hal ruft sie an und befliehlt ihr, zum Haus zu kommen, sonst würde er Alice umbringen. Dort spielt er Alice und Betty einen alten Film aus seiner Kindheit vor. Er wurde als kleiner Junge von seiner Mutter gezwungen, den Conway Jungen zu überreden, auf den falschen Mann zu zeigen. Denn in Wirklichkeit hat Bettys Großvater die Conway-Morde begangen. Mr. Conway kannte die Wahrheit und zwar, dass der Cooper Bruder den Blossom Bruder tötete und nicht umgekehrt. Er erpresste Bettys Großvater damit. Hals Mutter sagte damals zu Hal „Sünder müssen sterben“. Bettys Rede rief diesen Satz in Erinnerung und erschuf den Black Hood. Hal hat vor, Betty, Alice und dann sich selbst zu töten. Betty kann ihn im letzten Moment überwältigen. Er wird verhaftet. Zur gleichen Zeit hat ein Black Hood Nachahmer Fred in seinem Haus angegriffen. Veronica findet heraus, dass Michs Mutter auf Fengs geschossen hat. Reggie wird von den Serpents gejagt. Archie, Jughead und die anderen helfen ihm, sich im Pop’s zu verstecken. Plötzlich tauchen die Goullies auf und greifen das Pops an. Ihre neue Anführerin ist Penny Peabody. Sie entführt Tony und möchte von Jughead als Lösegeld die restliche Southside. Er kann mit Tony fliehen. Allerdings erfährt F.P., dass Fengs im Krankenhaus gestorben ist. Die wütenden Serpents wollen nun in Unterzahl gegen die Goullies um das Territorium kämpfen. Jughead fühlt sich schuldig an der ganzen Situation und liefert sich Penny aus. Dafür soll sie die Serpents in Ruhe lassen. Jughead wird von den Goullies brutal zusammen geschlagen und sein Tatoo wird rausgeschnitten. Später findet F.P. seinen leblosen Körper im Wald.
Mittlerweile ist es klar, dass Hiram die „Krawallnacht“ inszeniert hat, um die Serpents von ihrem Land zu vertreiben. Er hat auch Penny auf Jughead gehetzt. Hiram wollte seinen Tod, damit er nicht weiter gegen ihn ermitteln kann. Auch die Nachricht von Fengs angeblichem Tod war eine Lüge, um die Serpents in einen Kampf zu locken, den sie nicht gewinnen können. Hiram selbst hatte sich in der besagten Nacht aus der Schusslinie gebracht. Jughead hat schwer verletzt überlebt. Als Rache kämpften die Serpents gegen die Goullies und verloren ihr Territorium. Die meisten sind übergelaufen oder flohem aus der Stadt. Die restlichen Serpents verstecken sich im White Worm. Jughead hilft ihnen vor der Polizei zu fliehen. Sie finden Zuflucht in Fred Andrews Haus. Veronica kauft mit der Million von den Sanclairs das White Worm und bietet es Hiram im Tausch gegen das Pop’s an. Da er alle Grundstücke auf der Southside haben will, geht er auf den Deal ein. Es stellt sich heraus, dass Tall Boy als „Black Hood“ Harmonie und Fred angegriffen hat. Bei seiner Verhaftung wird er angeblich erschossen. Die vier Freunde sind sich sicher, dass Hiram ihn angeheuert hat. Archie identifiziert Hal als den wahren Balck Hood. Betty besucht ihn im Gefängnis. Er versucht ihr einzureden, dass sie im Inneren genau so böse ist wie er. Doch sie sagt ihm, dass mit ihm die dunkle Seite stirbt und er keine Macht mehr über sie hat. Da alle anderen Kandidaten zurücktreten, wird nun Archie zum Schülersprecher gewählt. Harmonie gewinnt knapp die Bürgermeisterwahl. Mousse und Kevin beginnen eine Affäre. Cheryl sagt sich von ihrer Mutter los, wählt Nana Rose als ihren Vormund und tritt den Serpents bei. F.P. zieht sich von den Serpents zurück und übergibt die Führung an seinen Sohn Jughead, den neuen Serpent King. Hiram versammelt seine neue Crew im White Worm: Penny, die Goullies, Sheriff Minetta, Claudius und Penelope. Hirams Plan: Im Gefängnis werden Drogen produziert, die Claudius vertreibt und die Goullies dienen als Soldaten. Hiram ist der neue Sugar man. Archie bedroht Hiram mit einem Messer. Als Rache lässt Hiram ihn bei der Vereidigungsfeier zum Schülersprecher öffentlich verhaften wegen des angeblichen Mordes an Cassidy Bullock.
Zudem wurde Betty Cooper in eine Anstalt der Schwestern der stillen Gnade eingewiesen.

### Staffel 3
Archie wird aufgrund einer Intrige von Hiram Lodge eines Mordes beschuldigt. Da sich die Jury absolut uneinig ist, hätte der Richter den Fall neu aufgerollt. Archie lässt sich auf einen Deal mit der Staatsanwaltschaft ein, damit seine Familie und Freunde nicht länger unter dem ganzen Verfahren leiden müssen. Er wird der Jugendstrafanstalt, welche Hiram Lodge gehört, zugeführt. Nachdem Archie dank seiner Freunde bei einem illegalen „Fight Club“, organisiert von Hiram Lodge und Direktor Norten, fliehen kann, muss dieser untertauchen und verlässt Riverdale einige Zeit. Bettys Mutter Alice hat sich einer Sekte namens „Die Farm“ angeschlossen, in der auch Polly, Bettys Schwester, Mitglied ist. Unter dem Deckmantel der vermeintlichen Heilung werden die Mitglieder abstrusen Behandlungen unterzogen, um „aufzusteigen“.
Nun taucht auch das Spiel „Gryphons&Gargoyles“ auf und sorgt in der Stadt für Angst und Schrecken. Der Mitternachtsclub, welcher vor Jahren von Eltern der Protagonisten gegründet wurde, macht sich erneut Sorgen um die Kinder. Archie rettet außerdem überraschend dem Mann in Schwarz, Hiram Lodge, das Leben und sie legen in der Folge ihren Streit bei. Betty wird zu den Schwestern der stillen Gnade geschickt und entdeckt den hier liegenden Ursprung des Gargoyle-Königs. Sie kann fliehen und wohnt wieder bei ihrer Mutter. Auf dem Schulball taucht Black Hood wieder auf und Schüler werden umgebracht. Deswegen ziehen Betty und ihre Mutter zur Farm, in der mittlerweile auch Cheryl, Toni, Kevin und Fangs eingetreten sind. Betty findet dort heraus, dass der Leiter der Farm, Edgar Evernever, mit Organen der Mitglieder der Sekte dealt. Sie will mit Cheryl und Toni fliehen, doch nur Toni gelingt es zu entkommen. Später kauft Penelope Blossom Betty von Edgar frei und bringt sie zu ihrer Villa. Währenddessen konnte Cheryl mit den Zwillingen, die Polly zur Welt gebracht hat, fliehen und traf auf Toni. Im Staffelfinale finden Archie, Jughead, Betty und Veronica heraus, dass Penelope Blossom G&G ins Leben gerufen hat und Chic ist als Gargoyle-König verkleidet. Penelope führt die vier Freunde in einen Wald, wo jeder seine eigene G&G Aufgabe erfüllen muss, um entkommen zu können. Da Betty sich bei ihrer Aufgabe weigert, ihren Vater zu töten, um zu verdeutlichen, dass sie anders sei als er, erschießt Penelope Hal Cooper vor den Augen aller. Zuletzt stellt sich heraus, dass Penelope nie vorhatte, sie entkommen zu lassen, sondern alle umbringen will. Die Freunde flüchten und werden von den Serpents und den Pretty Poisons, die bereits zu Hilfe eilten, beschützt und gerettet. In einer Vorschau sieht man, wie Archie, Betty und Veronica in naher Zukunft blutüberströmt und halbnackt vor einem Feuer im Wald stehen und Archie die Mütze Jugheads ins Feuer wirft, was auf Jugheads Tod hindeutet.

### Staffel 4
Archies Vater Fred Andrews kommt bei einem Autounfall mit Fahrerflucht ums Leben. Einige Monate später beginnt für die Freunde das letzte Schuljahr an der Riverdale High School, die auch einen neuen Direktor, den strengen Holden Honey, hat. Zu Beginn des Schuljahres erhält Jughead ein Stipendium an der Stonewall Prep, einer Privatschule für reiche Kinder, wo er an einem Schreibseminar teilnimmt. Betty trifft auf einen FBI-Agenten, der sich als ihr totgeglaubter Bruder Charles vorstellt. Alice entpuppt sich als FBI-Informantin und wird samt der geflohenen Farmies von Betty und Charles aufgespürt. Edgar Evernever wird von Alice erschossen und seine Frau Evelyn wird verhaftet. Während der Gerichtsverhandlungen ihrer Eltern lernt Veronica ihre ältere Halbschwester Hermosa Lodge kennen, eine Privatdetektivin, Hiram und Hermione werden beide aus dem Gefängnis entlassen und Hiram wird der neue Bürgermeister von Riverdale. Archie eröffnet ein Gemeindezentrum, um Kinder von der Straße zu holen. Außerdem befindet sich Veronica in ständigem Konkurrenzkampf mit ihrem Vater ums Rumgeschäft, woraufhin sie sich mit Cheryl zusammentut und sie in ihrem Maple Club ein neues Geschäft mit Rum und Ahornsirup aufbauen. Während seiner Zeit an der Stonewall Prep findet Jughead heraus, dass sein Großvater Forsythe Pendleton Jones I Schüler an der Stonewall Prep war und von seinem Mitschüler und jetzigen Schulleiter Francis DuPont um viel Geld betrogen wurde. Auf einer Party wird Jughead im Wald von seinen Mitschülern angegriffen, seine Freunde schaffen es jedoch ihn wiederzubeleben und er und Betty entlarven Francis DuPont als Betrüger und Mörder, der daraufhin Selbstmord begeht. Betty findet jedoch heraus, dass die eigentliche Drahtzieherin hinter dem Mordversuch an Jughead seine Mitschülerin, die manipulative und durchtriebene Donna, war. Nach diesen Ereignissen wechselt Jughead wieder auf die Riverdale High. Ein wenig später kommt es zu einem Streit zwischen einerseits Betty und Jughead, und andererseits Archie und Veronica; bei der Probe für die anstehende Talentshow treffen sich deshalb nur Betty und Archie. Es kommt zu einem Kuss, der eine unschuldige Affäre nach sich zieht, die Betty aber schnell wieder beendet, weil sie Jughead liebt und Archie mit Veronica zusammen ist. Seit einiger Zeit werden vor etlichen Häusern in der Stadt regelmäßig Videokassetten abgelegt, auf denen die von außen gefilmten Häuser zu sehen sind. Betty, Charles und Jughead widmen sich der Ermittlung in diesem Fall. Mit der Zeit werden sogar Kassetten aufgenommen, auf denen Mordszenen, die sich in den letzten Jahren in Riverdale ereigneten, von maskierten Personen nachgespielt werden, wie der Mord an Jason durch seinen Vater und der angebliche Mord an Jughead durch Betty. Im Staffelfinale erkennt Jughead das auf dem jüngsten Videoband gezeigte Haus im Wald wieder; Betty und er interpretieren dies als Einladung, suchen das Haus auf und lassen dort ein für sie vorbereitetes Video abspielen, in dem ein als Mr. Honey benannter Darsteller von mehreren maskierten erstochen wird. Offen bleibt, wer diese mysteriösen Videos erstellt und damit der Voyeur ist.

### Staffel 5
Es stellt sich heraus, dass Jellybean, Jugheads kleine Schwester, der Voyeur ist und zusammen mit ihren Freunden die Videos drehte, um ihren Bruder davon abzuhalten, sie zu verlassen. In der dritten, ursprünglich als Finale der vierten Staffel geplanten Folge ziehen Jellybean und FP nach Toledo und alle bis auf Archie bekommen ihren High-School-Abschluss. Nach Beendigung ihrer Schulkarriere gehen Toni, Betty, Jughead und Veronica auf verschiedene Colleges und Archie zieht es in die Armee. Cheryl bleibt in Riverdale und will das Blossom-Ahornsirup-Geschäft neu aufbauen.
Die Freunde sehen sich erst nach sieben Jahren wieder in Riverdale, in denen sich vieles getan hat: Betty ist beim FBI, Jughead ist ein alkoholsüchtiger Schriftsteller mit einer Schreibblockade, Veronica ist verheiratet und arbeitet an der New Yorker Börse. Cheryl zog sich nach der Trennung von Toni auf Thornhill zurück, Toni ist von einem (dem Zuschauer) Unbekannten schwanger und lebt mit Kevin und Fangs zusammen, die planen mit ihr gemeinsam für das Baby zu sorgen. Im Laufe der Staffel trennen sich die beiden Männer jedoch und Fangs und Toni verlieben sich letztlich ineinander. Reggie arbeitet zunächst für Hiram und Archie dient in der Armee. Nach den sieben Jahren im Dienst kehrt Archie nach Riverdale zurück. Er findet es gänzlich anders vor, als er es in Erinnerung hat. Der Ort gleicht einer Geisterstadt, deren Geld von Hiram veruntreut wird. Um die Stadt wieder zu der alten Schönheit zu führen, ruft er seine Freunde zusammen, die ebenfalls nach Riverdale zurückkehren. Als erstes retten sie die Riverdale High, die Hiram schließen will, mit einer Spende Cheryls und indem die vier Freunde als neue Lehrer unterrichten. Während Archie und Betty eine kurze Affäre eingehen, trennt sich Veronica von Chad, woraufhin sie und Archie ihre Beziehung wieder neu aufleben lassen wollen. Chad weigert sich allerdings, die Scheidungspapiere zu unterschreiben, und erpresst Veronica, weshalb sie für einige Tage zurück nach New York reist, um die Situation zu klären. Der von Hiram angestiftete Mordversuch an Archie durch Chad scheitert und so sprengt Hiram die Blossom-Mine, während Archie darin arbeitet. Chad will sich an Veronica rächen und bricht bei ihr in Riverdale ein, um sie umzubringen. Ihr gelingt es, ihn auszutricksen, und so wird er letztlich selbst in Notwehr erschossen. Nach einer Weile bemerken Veronica und Archie, dass sie inzwischen unterschiedliche Lebenspläne haben und trennen sie sich endgültig. Währenddessen wird Bettys Schwester Polly vermisst. Auf der Suche nach ihr lauert Betty auf dem Lonely-Highway-Truckfahrer nach und gibt sich als Prostituierte aus. Mit Rose Blossoms Hilfe erfährt sie nach langer Suche gegen Ende der Staffel, dass Polly und weitere Mädchen nicht von einem Truckfahrer, sondern von als Einsiedler am Lonely Highway lebenden Blossom-Verwandten entführt wurden, auf deren Anwesen Betty und Alice schließlich die tote Polly finden. Alice gelingt es Anfangs nur schwer, Pollys Tod zu akzeptieren, weshalb sie zunächst fantasiert, sie führe mit Polly, Charles und Betty ein heiles Familienleben, womit sie letztere sehr überfordert. Erst durch Kevins gutes Zureden begreift Betty, dass ihre Mutter gerade jetzt ihre Hilfe braucht. Schließlich kann Alice Pollys Tod verarbeiten. Toni vermittelt derweil ein Mädchen namens Britta, welches von ihren Eltern aufgrund ihrer Homosexualität verstoßen wurde, an Cheryl. Fortan lebt Britta gemeinsam mit Cheryl und Rose auf Thronhill. Archie wird hingegen Coach des Bulldog-Teams sowie Leiter der von ihm neu gegründeten Feuerwehrstelle und lebt mit seinem Onkel Frank und seinem Armeekollegen Eric zusammen. Aufgrund der Erfahrungen an der Front leidet er unter PTBS, die er nur schwer überwinden kann. Jughead beginnt im Pop’s zu arbeiten und kommt mit Tabitha zusammen, die das Diner führt, seit ihr Großvater Pop Tate sich im Ruhestand befindet. Er kommt nicht vom Alkohol los und steht unter großem Druck, etwas neues zu schreiben. Da Betty seine bereits fertige Geschichte seiner Ex-Freundin ausgehändigt hat, sendet Jughead seinem Agenten das Manuskript zu, das er für eine Bekannte vorlegen sollte, und gibt es für sein eigenes Werk aus. Wenig später stellt er die Situation jedoch richtig und wird daraufhin als Klient entlassen.
Im Verlaufe der Staffel gelingt es Hiram weiter, aus Riverdale einen verwüsteten und verlassenen Ort zu machen. So schafft er es, Riverdale den Status als Stadt abzusprechen, sodass keine staatlichen Gelder mehr fließen, und lässt die Gefangenen, darunter Chic und Charles, aus dem Gefängnis ausbrechen. Deren einige verwüsten die Riverdale High, die daraufhin auf eine bestimmte Zeit schließen muss. Im Staffelfinale überschlagen sich die Ereignisse: Nachdem Hiram das Pop’s abfackeln ließ, schaffen es die Freunde, ihn festzunehmen und in seinem Hause beweisbares Material, wie ein Video davon, wie er einen Menschen erschießt, zu finden. Mit diesem Druckmittel in der Hand vertreiben sie ihn ins Exil. Nach Hirams Verlassen der Stadt ruft Archie eine Bürgerversammlung ein, auf der einerseits beschlossen wird, dass aus Riverdale wieder eine eigenständige Stadt gemacht wird, und andererseits ein städtischer Rat, bestehend aus Alice, Frank, Tabitha und Toni, der fortan die Funktion des nicht mehr existierenden Bürgermeisters einnimmt, eingerichtet wird. Monatlich soll es zu Bürgerversammlungen, bei denen jeder mitreden kann, kommen. Cheryl will nicht mehr Teil Riverdales sein, denn sie findet heraus, dass eine ihrer Vorfahren, die Hexe Abigail Blossom, von Vorfahren Archies, Jugheads und Bettys, die sie verfluchte, auf dem Scheiterhaufen verbrannt wurde, was die drei auf der Versammlung nicht ansprechen wollen. Im Gegenzug will Cheryl aus Thornhill eine Mädchenschule machen, während Jughead die Leitung der neuen Schülerzeitung übernimmt. Veronica und Reggie eröffnen in der Stadt ein Casino und beginnen ein Verhältnis. Ebenso wollen Betty und Archie es nochmals probieren, doch finden sie gleich darauf eine von Hiram unter Archies Bett platzierte Bombe. Die letzte Szene der Staffel zeigt aus der Ferne das brennende Haus, wobei ungewiss bleibt, ob Betty und Archie die Explosion überlebt haben.

### Staffel 6
Die 6. Staffel beginnt in Rivervale, einem Paralleluniversum zu Riverdale, das viel düsterer ist und sich in einigen Punkten von Riverdale unterscheidet. So sterben einige Figuren (z. B. Archie und Tony), bis sie später wieder auferstehen. Es gibt einen Teufel, der Seelen einsammelt, Jason Blossom ist am Leben (und spricht das erste Mal in der gesamten Serie) und Sabrina Spellman hilft Cheryl bei einem Körpertauschzauber. In der 5. Folge (100. Folge der Serie) beginnen die beiden Universen, das Hauptuniversum Riverdale und das Taschenuniversum Rivervale, zu kollidieren, was zuerst Jughead auffällt. Es stellt sich heraus, dass in dem Moment, in dem die Bombe am Ende der 5. Staffel unter Archies Bett explodierte, Rivervale entstanden ist. Die endgültige Kollision der beiden Universen verhindern Jughead und Betty, indem sie die Situation der Bombenexplosion, die jedoch nicht erfolgte, nachstellen, und indem der als Erzähler fungierende Jughead Rivervales dessen Geschichte weitererzählt. Am Ende der 100. Folge kehrt die Geschichte an den exakten Moment der letzten Szene der 5. Staffel im originalen Riverdale zurück, in dem Archie und Betty bei der Explosion nicht sterben, da sie kurz zuvor von einem unbekannten Anrufer vor der Bombe gewarnt wurden und überleben.
Nach der Explosion entwickeln die beiden Kräfte: Archie hat unverwundbare Haut und ist sehr stark – nur Palladium macht ihn verwundbar – und Betty kann die Aura böser Menschen erkennen. Jughead, der zum Zeitpunkt der Explosion in der Garage war, wird taub und kann die Gedanken anderer hören. Weil Veronica ihren Vater als Drahtzieher hinter der Bombe vermutet, lässt sie ihn von einem Auftragsmörder töten, was sie danach bereut. Derweil kommt der mysteriöse Percival Pickens nach Riverdale und beginnt mit Gedankenkontrolle die Einwohner der Stadt für sich zu gewinnen; auch unabhängig von dieser Fähigkeit ist er geschickt darin, Leute zu manipulieren. Er schafft es, die Obdachlosen aus Riverdale zu vertreiben, Toni aus dem Stadtrat heraus- und sich selbst hineinwählen zu lassen, und die Ghoulis dazu zu bringen, sich gegenseitig umzubringen; nur die Anführerin Twyla Twyst lässt er am Leben. Durch eine List Tonis scheitert Percival daran, dasselbe mit den Serpents zu machen. Archie und seine Freunde sehen in Percival eine große Gefahr für Riverdale Auch Tabitha und Veronica bekommen Fähigkeiten: Erstere kann mithilfe des Pop’s durch die Zeit reisen und konnte verhindern, dass Inkarnationen von Percival (wobei eine von ihnen sich ihr als Legion vorstellte) in der Vergangenheit Schaden anrichteten. Veronica kann andere Menschen bei Berührung wie einem Kuss mit dem dabei ausgesonderten Gift töten. Allerdings kann sie auch andere entgiften; so gelingt es ihr beispielsweise Bettys Halbbruder Charles per Dialyse von einer lebensgefährlichen Sepsis zu heilen. Cheryl ist kurzzeitig von ihrer Vorfahrin Abigail besessen, die Rache an Betty, Archie und Jughead dafür, dass deren Vorfahren sie verbrannten, üben will. Britta schafft es jedoch, Jughead zu warnen, und es gelingt, Abigail aus Cheryls Körper zu verbannen und in eine Puppe zu sperren. Nach diesen Ereignissen findet Cheryl mit Bettys Hilfe heraus, dass sie eine Pyrokinetikerin ist. Das Vorgehen gegen Percival gelingt den Freunden sehr schwer, da er ihre Kräfte gegen sie nutzt. Er provoziert einen Sorgerechtsstreit zwischen Kevin und Fangs um Tonis Baby Anthony, erfährt von Archies Schwäche gegen Palladium und dringt in Jugheads Kopf ein. Daraufhin hört Jughead alle Gedanken ungefiltert. Um sich der Reizüberflutung zu entziehen, lebt Jughead fortan im Bunker. Archie findet jedoch auch Percivals Schwachstelle heraus. Bei einer Konfrontation mit Percival denkt er an seinen Vater, seinen persönlichen „Anker“, und kann Percivals Gedankenkontrolle widerstehen. Als Reaktion auf den Boxkampf will Archie seine Schwäche überwinden, was ihm mit Cheryls Hilfe durch ein alchimistisches Ritual gelingt. Cheryl nimmt Kontakt zu ihrer Kindheitsfreundin Heather auf, die sie kurz darauf besuchen kommt. Am Vorabend von Tonis und Fangs' Hochzeit beginnen die beiden Liebesbeziehung. Percival wurde von Frank und Alice zum Bürgermeister ernannt und will eine Bahnstrecke nach Riverdale bauen, wofür er das Pop’s abzureißen will, um dadurch Platz für ein Stationsgebäude zu schaffen. Wegen der zentralen Bedeutung des Pop’s für den finalen Kampf gegen Percival, wird seine Einrichtung in das Jugendzentrum transportiert.
In diesem ganzen Chaos kommt der Serienmörder „Trash-Bag-Killer“, kurz TBK, der Betty schon einmal gefangen hielt, nach Riverdale zurück, und versucht, aus Betty, die seine Aura nicht sehen kann, ebenfalls eine Killerin zu machen. Sie erfährt, dass sie nur bei den Menschen die Aura nicht sehen kann, die wie Hal und sie selbst das „Serienkiller-Gen“ in sich tragen, folglich auch der TBK. Betty und Veronica wollen ihm eine Falle stellen und organisieren in Veronicas Casino eine Fan Convention zum Thema Serienmörder, um damit den TBK anzulocken. Er durchschaut jedoch Bettys Plan und lauert ihr in ihrem Hause auf, wo sie sich schließlich gezwungen sieht, ihn in Notwehr zu erschießen. Heather erfährt von den Geistern, die im Pop’s wohnen, dass Percival einen Geisterzug erschaffen will, der ihn noch mächtiger machen würde. Diesen kann er nur dann erschaffen, wenn Baileys Komet über Riverdale hinwegzieht, weshalb die Schienen bis dahin fertig sein müssen. Per Gedankenkontrolle versucht er die Arbeiter zu zwingen, den Streik zu beenden, jedoch erinnert Archie die Arbeiter daran, wer ihre „Anker“ sind, und befreit sie damit von Percivals Einfluss. Als Reaktion darauf quält Percival die Bewohner Riverdales mit den Plagen Ägyptens, woraufhin Archie alleine an der Bahnstrecke weiterarbeitet um Percival zu besänftigen. Durch eine unbedachte Äußerung Percivals erfährt Kevin, dass Fangs Anthonys leiblicher Vater ist, weswegen er die Klage zurücknimmt und zu seinen Freunden zurückkehrt. Unsichtbar schaffen es die Freunde, Percival zu überwältigen und ihn in einem magischen Pranger festzusetzen. Percival gelingt es jedoch, sich zu befreien und anschließend mit einem Zauber alle erstgeborenen Riverdales zu töten, darunter Archie, Toni und Fangs. Auch Jughead stirbt, kurz nachdem er seinem Gegenstück aus Rivervale gegenüberstand. Cheryl, Betty und Veronica überleben und auch Anthony, von dem Percival immer wieder angedeutet hatte, dass er von großer Wichtigkeit ist, hat mysteriöserweise überlebt, da er, wie Tabitha später herausfindet, unsterblich ist.
Heather beschließt, die Nekromantin Sabrina Spellman um Rat zu fragen, welche kurz darauf auf Thornhill ankommt. Ihr erster Versuch, Jughead zu überzeugen, aus dem Süßen Jenseits ins Diesseits zurückzukehren scheitert, weil er sich dort sehr wohlfühlt. Veronica und Cheryl, die im Jenseits auch Jason und Polly wiedersieht, schaffen es, Archie, Toni und Fangs zu überzeugen. Auch Tabitha scheitert bei Jughead, erhält jedoch die Warnung, sich vor einem Mann namens Cypher in acht zu nehmen. Percival versucht derweil von Kevin herauszufinden, was die Freunde vorhaben. Als er sich widersetzt, soll Reggie ihn hinrichten, um damit das Leben seines Vaters zu retten. Reggie ahnt jedoch, dass er bei diesem Spiel nur verlieren kann, und versucht, beide vor Percival in Sicherheit zu bringen. Alle drei werden jedoch gefangen genommen und sollen im Casino hingerichtet werden. Sabrina glaubt, in Cheryls Pyrokinese die Vorstufe der Phönix-Kräfte zu sehen und überzeugt sie, die verstorbenen Freunde, die nicht freiwillig zurückgekommen sind, mit ihren Kräften wieder zu erwecken. Dies gelingt ihr auch, von Percival unbemerkt. Entgegen Sabrinas und Heathers Warnung hat Cheryl jedoch auch Jason und Polly vom Jenseits ins Diesseits zurückgeholt. Derweil reisen Jughead, der wieder hören und Gedanken wieder gefiltert lesen kann, und Tabitha durch ein Portal, das Jughead mit seinen Kräften öffnet, nach Rivervale. Von gleich zwei Varianten von Jughead erfahren sie, dass sich die beiden Dimensionen immer weiter annähern, wodurch die Freunde ihre Kräfte erhalten haben. Sie begegnen auch Cypher, der sich als der Satan herausstellt. Er erzählt ihnen, dass Percival eigentlich aus Rivervale kommt. Vor 400 Jahren wurde er wegen des Praktizierens schwarzer Magie zum Tode verurteilt und schloss dann mit Cypher einen Pakt, der ihn unsterblich machte. Die nächsten Jahrhunderte hatte er sich in schwarzer Magie weitergebildet und wurde kurz vor seiner Rückkehr durch die Explosion nach Riverdale gebracht. Derweil erzählt Percival im Fernsehen brühwarm seine Geschichte sowie seine Pläne. Jughead befreit in der folgenden Nacht Kevin, Reggie und Marty aus dem Casino und Archie zerstört die Schienen.
Aus Rache dafür lässt Percival Alice, Frank und Tom enthaupten. Archie und Veronica handeln mit Percival aus, ihnen die Leichen zu überlassen. Gleichzeitig bereitet Percival seinen nächsten Schlag gegen die Freunde vor, indem er Reggie, Jason, Veronicas Großmutter und Bettys verstorbenen Ex-Chef Glen unter seine Kontrolle bringt. Archie kann Reggie überwältigen und überlebt den Angriff, weil sein Hund Bingo, dessen Speichel seit der Explosion heilende Kräfte hat, seine Wunden versiegelt. Cheryl sieht sich gezwungen, Jason wieder dem Tode zu überlassen, Veronica betäubt ihre Großmutter, und Betty entledigt sich des Zombie-Glen mit einer Kettensäge. Als alle wieder bei klarem Verstand sind, planen sie die nächsten Schritte gegen Percival, welcher inzwischen den Rest der Stadtbevölkerung unter seine Kontrolle gebracht; unter Twylas Führung bilden diese die neuen Ghoulies. Da Percival so große Angst vor Anthony hat, lässt Tabitha ihn an nur einem Tag zu einem jungen Mann heranwachsen, der entschlossen ist, den Kampf aufzunehmen. Die Serpents stürmen das Casino und überwältigen die Ghoulies; Twyla wird von Toni getötet und Anthony dringt zu Percival vor, der sich jedoch teleportiert sich jedoch weg und versiegelt das Casino. Am Vorabend von Baileys Komet stellen sich die übrigen Freunde Percival vor dem Pop’s und unterliegen ihm. Im Pop’s wartet Jughead auf Percival und fordert ihn zu einem Wettkampf des Geistes heraus. Damit tappt er in Jugheads Falle, denn als er das Pop’s betrat, durchquerte er ein Portal nach Rivervale, wo die Energien anders wirken und er somit leichter besiegt werden kann. Während er seinen Körper unbeaufsichtigt ließ, haben die Rivervale-Gegenstücke der Freunde ihn mit mehreren Dolchen von Megiddo (einer von Percivals Waffen) schwer verwundet. Letztendlich gelingt es den Freunden, Percival zu besiegen, indem er von Cypher in die Hölle mitgenommen wird. Alice, Tom und Frank, der Percival nie aus Überzeugung folgte, werden von Cheryl wiederbelebt und versöhnen sich mit ihren Familien. Vor seinem Tod hatte Percival aber den Kurs von Baileys Kometen, der nun in Riverdale einschlagen wird, geändert. Zudem sind die Bewohner Riverdales hinter einer Barriere gefangen, und von der Regierung kommt keine Hilfe, weil niemand von außerhalb die Warnungen ernst nimmt. Aus lauter Verzweiflung bittet Cheryl nun Abigails Geist um Hilfe. Abigail ist bereit etwas gegen die Barriere zu unternehmen, wenn Cheryl und Toni für eine Nacht ihr und ihrer Geliebten Thomasina Topaz ihre Körper für eine Liebesnacht zur Verfügung stellen. Toni willigt schließlich ein. Als Gegenleistung hat Abigail den Zauber für die Barriere in einem stark verknoteten Seil gebündelt, welches Cheryl, Britta und Rose nach mühevoller Arbeit schließlich entwirren können. Heather trennt sich von Cheryl, weil ihrer Meinung nach Toni Cheryls Seelenverwandte ist. Auch den Kometen halten die Freunde auf, indem Cheryl von Veronica die Kräfte der Freunde durch einen Kuss übertragen bekommt, welche ihre Phönix-Kräfte verstärken, mit denen sie den Kometen schmelzen lässt. In der letzten Szene der sechsten Staffel stellt sich heraus, dass die gesamte Stadt ins Jahr 1955 zurückversetzt wurde. Die Freunde finden sich in einem Riverdale wieder, wie es vor Jason Blossoms Ermordung war, wo sie noch in die elfte Klasse gehen und Jughead der einzige ist, der sich an die Ereignisse in der Gegenwart erinnern kann.

### Staffel 7
Abgesehen von Juniper, Dagwood, Anthony, Heather und Britta sind alle Bewohner Riverdales heil im Jahr 1955 angekommen. Frank, Reggie, Marty und Polly hat es dabei allerdings in andere Städte verschlagen. Auch Personen die im bisherigen Verlauf der Serie gestorben sind, wie Clifford, Ms. Grundy, Midge, Hal, Darryl, Dilton, Hiram und Twyla sind wieder am Leben. Jughead fallen jedoch ein paar entscheidende Unterschiede auf. So lebt er in einem Eisenbahnwaggon, Betty und Kevin sind fest zusammen, Fred Andrews war (im Gegensatz zu Frank) Soldat bei der US Army und fiel im Koreakrieg, und anstelle von Jason ist Julian Cheryls Zwillingsbruder. Wie am Anfang der Handlung kommt Veronica neu in die Klasse, die bisher in Hollywood lebte und mit ihren Eltern regelmäßig in einer Fernsehserie namens „Oh mija“ zu sehen war. Archie und Julian sind sofort in sie verliebt. Angeblich lebt sie in Riverdale bei ihrer Tante und ihrem Onkel, um sich auf ihre Rolle in einer Fernsehserie vorzubereiten. Die eifersüchtige Cheryl konfrontiert Veronica jedoch im Pop’s damit, dass die Rolle bereits an eine andere Schauspielerin ging. Archie begleitet die gekränkte Veronica ins Pembrook, wo sie ihm die Wahrheit erzählt: Sie lebt allein im Pembrook; ihre Eltern haben sie nach Riverdale abgeschoben, weil sie Augenzeugin bei James Deans tödlichem Unfall war und ihre Eltern Skandale befürchten. Auch Archies Mutter ist von James Deans Tod erschüttert, weswegen es sie beunruhigt, dass Archie sein Auto, welches er mit seinem Vater angefangen hatte, letztens aufgemotzt hat. Nach einem klärenden Gespräch einigen sie sich jedoch darauf, dass Archie sein Auto so einstellt, dass es nicht schneller als 35 km/h fahren kann. Die anderen Schüler sind derweil entsetzt von der Rassentrennung in den USA, welche in Riverdale bereits aufgehoben wurde. Einige Schüler wie Toni, Tabitha und Clay Walker kehren gerade vom Prozess gegen die Mörder von Emmett Till zurück, welche freigesprochen wurden. Toni will über diese Ungerechtigkeit in der Blue and Gold berichten, doch Principal Featherhead und der unheimliche Schulpsychologe Dr. Weathers gestatten es nicht. Betty will Toni helfen, indem sie ihre Eltern fragt, ob diese Tonis Text in ihrer Fernsehsendung verlesen könnten, doch Hal ist sich sicher, dass ihr Sponsor Clifford Blossom dies nicht genehmigen wird. Jughead treibt derweil die Frage um, wie er und seine Freunde wieder zurück in die Zukunft gelangen. Als Darryl in seinem Unterricht erwähnt, dass Baileys Komet in zwei Jahren erneut die Erde passieren wird, erwägt Jughead diesen Umstand zu nutzen, um zurück zu reisen. Nachdem Archie ihm gegenüber meint, dass er den Hammer seines Vaters vermisst, sucht Jughead nach der Zeitkapsel, welche er mit Archie, Betty, Veronica, Toni und Cheryl nach Freds Beerdigung vergraben hatte. Er gräbt sie aus und findet sie unverändert vor, wobei er von jemandem beobachtet wird.

## Besetzung und Synchronisation
Die deutsche Synchronisation wurde von der Synchronfirma SDI Media Germany GmbH in Berlin erstellt. Verantwortlich für die Dialogregie war Constantin von Jascheroff und für das Dialogbuch Mario von Jascheroff.

### Hauptdarsteller
| Rollenname                                        | Schauspieler     | Hauptrolle      | Special Guest Star              | Nebenrolle | Synchronsprecher                                                                                    |
| ------------------------------------------------- | ---------------- | --------------- | ------------------------------- | --- | --------------------------------------------------------------------------------------------------- |
| Archibald „Archie“ Andrews                        | K. J. Apa        | 1.01–7.20       |                                 | | Constantin von Jascheroff                                                                           |
| Elizabeth „Betty“ Cooper                          | Lili Reinhart    | 1.01–7.20       |                                 | | Jodie Blank (Staffel 1–4, ab Staffel 6) A Laura Elßel (Staffel 5)                                   |
| Veronica Cecilia Lodge                            | Camila Mendes    | 1.01–7.20       |                                 | | Anita Hopt (Staffel 1–2) Alice Bauer (ab Staffel 3)                                                 |
| Forsythe Pendleton „Jughead“ Jones III / Erzähler | Cole Sprouse     | 1.01–7.20       |                                 | | Dirk Petrick Christian Zeiger (6.19)                                                                |
| Cheryl Marjorie Blossom / Abigail Blossom         | Madelaine Petsch | 1.01–7.20       |                                 | | Magdalena Turba (1.01–1.13, ab 5.13) Victoria Frenz (2.01–5.12, 6.13)                               |
| Alice Susanna Smith, gesch. Cooper                | Mädchen Amick    | 1.01–7.20       |                                 | | Daniela Hoffmann                                                                                    |
| Hermione Apollonia Lodge, geb. Gomez              | Marisol Nichols  | 1.01–5.04       | 5.12, 6.07, 7.01 (Stimme), 7.13 | | Antje von der Ahe                                                                                   |
| Josefine „Josie“ McCoy                            | Ashleigh Murray  | 1.01–3.19, 4.01 | 5.15, 7.17                      | | Giovanna Winterfeldt (Staffel 1–2) Kaya Marie Möller (2.01–2.02) C Maximiliane Häcke (ab Staffel 3) |
| Fred Andrews                                      | Luke Perry       | 1.01–3.19       |                                 | 4.01 E | Oliver Mink                                                                                         |
| Kevin Keller                                      | Casey Cott       | 2.01–7.20       |                                 | 1.01–1.13 | David Turba Patrick Keller (6.01–6.05)                                                              |
| Hiram Lodge, geb. Jaime Luna                      | Mark Consuelos   | 2.01–5.19       | 6.07 (Stimme), 7.13             | | Marios Gavrilis (2.01–3.13) Nico Mamone (ab 3.14)                                                   |
| Forsythe Pendleton „FP“ Jones II                  | Skeet Ulrich     | 2.02–5.03       |                                 | 1.04, 1.07–1.08, 1.10–1.13                                                                                     | Charles Rettinghaus Mario von Jascheroff (1.12) D                                                   |
| Reginald „Reggie“ Mantle                          | Ross Butler B    |                 |                                 | 1.01–1.03, 1.05–1.07, 6.05                                                                                     | Nico Sablik Nick Forsberg (5.11–5.12, 6.19), Konrad Bösherz (7.20)                                  |
| Reginald „Reggie“ Mantle                          | Charles Melton   | 3.01–7.20       |                                 | 2.01–2.22 | Nico Sablik Nick Forsberg (5.11–5.12, 6.19), Konrad Bösherz (7.20)                                  |
| Antoinette „Toni“ Topaz                           | Vanessa Morgan   | 3.01–7.20       |                                 | 2.03–2.06, 2.08–2.12, 2.14–2.22                                                                                | Peggy Pollow                                                                                        |
| Fangs Fogarty                                     | Drew Ray Tanner  | 5.01–7.20       |                                 | 2.04, 2.11, 2.18–3.01, 3.03–3.06, 3.09–3.11, 3.13–3.18, 3.20–3.22, 4.02–4.03, 4.09, 4.11–4.12, 4.15, 4.17–4.19 | Felix Isenbügel                                                                                     |
| Tabitha Tate                                      | Erinn Westbrook  | 5.04–7.01       | 7.08, 7.10, 7.19                | | Yvonne Greitzke Magdalena Höfner (7.01)                                                             |

### Nebendarsteller
| Rollenname                       | Schauspieler                | Nebenrolle | Synchronsprecher                                               |
| -------------------------------- | --------------------------- | --- | -------------------------------------------------------------- |
| Jason Blossom                    | Trevor Stines               | 1.01–1.03, 1.05, 1.07–1.09, 1.12–2.01, 4.01, 4.06, 5.11, 6.05, 6.08, 6.19–6.21, 7.20 | Stumm (Staffel 1–5)                                            |
| Dilton Doiley                    | Daniel Yang                 | 1.01, 7.01–7.03, 7.05–7.09, 7.11–7.15, 7.18–7.20 | Henning Nöhren                                                 |
| Dilton Doiley                    | Major Curda                 | 1.03, 1.10–2.04, 2.07, 3.01–3.02, 3.06, 6.05 | Henning Nöhren                                                 |
| Harold „Hal“ Cooper/„Black Hood“ | Lochlyn Munro               | 1.01–1.09, 1.11–2.01, 2.03–2.05, 2.07–2.13, 2.15–2.16, 2.18–2.22, 3.10–3.11, 3.18–3.20, 3.22–4.01, 4.05, 6.03 (Stimme), 6.05, 6.13–6.14, 7.01, 7.03, 7.06–7.09, 7.11, 7.15, 7.18–7.19                                                                                                | Mario von Jascheroff                                           |
| Penelope Blossom                 | Nathalie Boltt              | 1.01–1.05, 1.07–1.09, 1.11–2.02, 2.04, 2.06, 2.09–2.11, 2.13–2.19, 2.22, 3.02, 3.05, 3.08, 3.10–3.12, 3.16, 3.18–3.19, 3.22–4.01, 4.06, 4.09, 4.18, 5.02–5.03, 5.10–5.11, 5.13, 5.16–5.18, 6.08, 6.12, 7.01, 7.03–7.04, 7.07–7.08, 7.11–7.13, 7.16, 7.18                             | Sabine Jaeger                                                  |
| Clifford „Cliff“ Blossom         | Barclay Hope                | 1.01–1.05, 1.07–1.09, 1.11–2.01, 4.01, 4.06, 6.05, 7.04–7.05, 7.08, 7.12–7.13, 7.15–7.16, 7.18 | Viktor Neumann                                                 |
| Claudius Blossom                 | Barclay Hope                | 2.15–2.17, 2.22, 3.07, 3.10 | Viktor Neumann                                                 |
| Smithers                         | Tom McBeath                 | 1.01, 1.04, 1.07, 1.10, 1.13–2.02, 2.15, 3.11, 4.01, 5.05–5.06, 5.08, 5.10–5.11, 5.17, 6.13, 6.21, 7.02, 7.07, 7.09, 7.12, 7.14 | Thomas Kästner                                                 |
| Pop Tate                         | Alvin Sanders               | 1.01, 1.03, 1.07–1.08, 1.11, 1.13, 2.07, 2.12, 2.15, 2.21, 3.01, 3.03–3.08, 3.10, 3.14–3.16, 3.19, 4.01, 4.04–4.07, 4.09, 4.11, 4.15–4.17, 4.19, 5.03–5.05, 5.07, 5.19–6.03, 6.05–6.06, 6.08, 6.10–6.11, 6.15–6.16, 6.18–6.19, 6.21–7.01, 7.05–7.06, 7.09–7.10, 7.14–7.15, 7.19–7.20 | Reinhard Scheunemann                                           |
| Melody Valentine                 | Asha Bromfield              | 1.01–1.03, 1.06–1.08, 1.10–1.11 1.13–2.02, 2.05, 2.07, 2.11, 5.15 | Esra Vural                                                     |
| Valerie Brown                    | Hayley Law                  | 1.01–1.03, 1.05–1.11, 1.13–2.01, 2.05, 2.07, 2.11, 5.15 | Sarah Tkotsch                                                  |
| Moose Mason                      | Cody Kearsley               | 1.01–1.03, 1.05–1.11, 3.01–3.03, 3.05–3.06, 3.08, 3.12, 4.03–4.04, 4.12, 5.13, 6.12–6.13, 6.16, 6.18, 6.21–6.22 | Jeremias Koschorz                                              |
| Geraldine Grundy/Jennifer Gibson | Sarah Habel                 | 1.01–1.04, 2.01–2.02, 6.13, 7.13, 7.16–7.18 | Jessica Walther-Gabory                                         |
| Floyd Clayton                    | Colin Lawrence              | 1.01–1.03, 1.05, 2.01, 4.02 | Sven Gerhardt                                                  |
| Tina Patel                       | Olivia Ryan Stern           | 1.01–1.04, 1.08–1.10 | Alice Bauer                                                    |
| Ginger Lopez                     | Caitlin Mitchell-Markovitch | 1.01–1.10 | Melinda Rachfahl                                               |
| Tom Keller                       | Martin Cummins              | 1.02–1.08, 1.11–2.09, 2.16, 2.18–2.21, 3.01–3.02, 3.05–3.06, 3.12–3.13, 3.15–3.19, 4.01, 4.11, 4.15, 4.17, 4.19–5.03, 5.05–5.07, 5.09, 5.11, 5.19–6.01, 6.05, 6.07–6.11, 6.19–6.22, 7.03–7.04, 7.07–7.14, 7.18–7.20                                                                  | Tobias Lelle                                                   |
| Chuck Clayton                    | Jordan Calloway             | 1.02–1.03, 1.10, 2.07, 2.11, 2.18 | Tim Sander                                                     |
| Waldo Weatherbee                 | Peter Bryant                | 1.02–1.03, 1.07, 1.11–2.04, 2.10, 2.15, 2.20–2.22, 3.02, 3.04–3.05, 3.08, 3.10, 3.14–3.16, 3.18–3.19, 4.03, 5.01, 5.03, 5.05–5.06, 5.09–5.11, 5.15–5.16, 5.18–5.19, 6.02, 6.05, 6.18, 6.21, 7.19–7.20                                                                                | Axel Lutter                                                    |
| Miss Doris Bell                  | Marion Eisman               | 1.02, 2.09, 2.17, 3.19, 4.02, 4.08, 4.17–5.03, 5.05–5.06, 6.05, 7.01, 7.03 | Katharina Koschny                                              |
| Sierra McCoy                     | Robin Givens                | 1.02–1.04, 1.06, 1.11–1.13, 2.02–2.04, 2.07, 2.10–2.15, 2.20, 2.22–3.02, 3.05–3.06, 3.10, 3.12, 4.01, 5.15 | Claudia Gáldy (Staffel 1–4) Dascha Lehmann (Staffel 5)         |
| Ethel Muggs                      | Shannon Purser              | 1.03, 1.09–1.10, 2.03, 2.16, 2.18–2.19, 3.02–3.03, 3.05, 3.07–3.08, 3.21, 4.18, 6.05, 6.20, 7.01–7.04, 7.11–7.15, 7.18 | Anna Gamburg                                                   |
| Joaquin DeSantos                 | Rob Raco                    | 1.04, 1.08, 1.10–1.12, 2.20–2.21, 3.03, 3.05–3.06 | Leonhard Mahlich                                               |
| Ben Button                       | Moses Thiessen              | 1.04, 2.01, 2.12, 3.01–3.02, 4.01, 6.05, 7.01–7.03, 7.06, 7.13–7.14, 7.18, 7.20 | Philipp Lind                                                   |
| Roseanne „Rose“ Blossom          | Barbara Wallace             | 1.05, 1.08, 2.09, 2.15–2.17, 2.22, 3.09–3.15, 3.22–4.01, 4.03–4.04, 4.06–4.07, 4.09, 4.15, 4.17, 4.19–5.04, 5.06–5.07, 5.10–5.11, 5.13–5.14, 5.17, 5.19–6.02, 6.04–6.11, 6.14, 6.18–6.20, 6.22, 7.05, 7.11, 7.18–7.20                                                                | Luise Lunow                                                    |
| Polly Cooper                     | Tiera Skovbye               | 1.06–1.09, 1.11–1.13, 2.03, 2.09–2.10, 2.15, 2.22–3.03, 3.05, 3.13, 3.19–3.21, 4.03, 4.09, 5.05, 5.08, 5.18, 6.03 (Stimme), 6.19–6.22, 7.16, 7.20 | Jaime L. Blank (Staffel 1–2) Melinda Rachfahl (ab Staffel 3)   |
| Cricket Blossom                  | Arabella Bushnell           | 1.09, 2.15, 4.06–4.07 | Nina Herting                                                   |
| Mary Andrews                     | Molly Ringwald              | 1.10–1.12, 2.01, 2.16–2.17, 3.01, 3.20–4.01, 4.05–4.10, 4.14–4.15, 4.18–5.03, 6.06, 6.22–7.02, 7.04, 7.06, 7.08, 7.12, 7.15, 7.18, 7.20 | Maud Ackermann (Staffel 1) Juana von Jascheroff (ab Staffel 2) |
| Ms. Weiss                        | Alison Araya                | 1.13, 2.10, 3.14, 3.19, 4.03, 5.18, 6.02, 6.09, 6.15, 6.18, 6.21 | Gundi Eberhard                                                 |
| Gerald Petite/Tall Boy           | Scott McNeil                | 1.13–2.01, 2.05–2.06, 2.08–2.09, 2.12, 3.10–3.11 | Tilo Schmitz                                                   |
| Midge Klump                      | Emilija Baranac             | 2.01–2.03, 2.09–2.10, 2.14, 2.17–2.18, 3.16, 4.19 | Olivia Büschken                                                |
| Midge Klump                      | Abby Ross                   | 7.01–7.04, 7.06, 7.08–7.11, 7.13–7.15, 7.17, 7.20 | Olivia Büschken                                                |
| Penny Peabody                    | Brit Morgan                 | 2.02, 2.08–2.09, 2.12, 2.21–3.01, 3.06, 3.08, 3.19 | Greta Galisch de Palma                                         |
| Andre                            | Stephan Miers               | 2.02, 2.08, 2.12–2.14, 2.17, 2.21 | Sebastian Kluckert                                             |
| Sweet Pea                        | Jordan Connor               | 2.03–2.06, 2.08–2.12, 2.16–2.17, 2.19–3.01, 3.03–3.06, 3.09–3.17, 4.15, 4.17, 5.03–5.05, 5.15 | Sebastian Fitzner                                              |
| Nick St. Clair                   | Graham Phillips             | 2.05–2.06, 2.10, 2.19, 4.12, 6.03 | Jesco Wirthgen                                                 |
| Malachai                         | Tommy Martinez              | 2.06, 2.21–3.01 | Florian Clyde                                                  |
| Agatha Woodhouse                 | Beverley Breuer             | 2.09, 2.16–2.19, 3.06–3.09, 3.22, 7.11, 7.16 | Katrin Zimmermann                                              |
| Chic                             | Hart Denton                 | 2.10–2.19, 3.22, 4.06, 5.10 | Lasse Dreyer                                                   |
| Arthur Adams                     | John Behlmann               | 2.10–2.13, 2.17 | Manou Lubowski                                                 |
| Darla Dickerson                  | Azura Skye                  | 2.17, 4.07, 4.09, 5.11, 6.02 | Irina von Bentheim                                             |
| Michael Minetta                  | Henderson Wade              | 2.20–3.03, 3.05–3.06, 3.11 | Matti Klemm                                                    |
| Elio Grande                      | Julian Haig                 | 2.20, 3.05, 3.07, 3.11, 3.13, 3.17–3.19 | Nico Sablik                                                    |
| Warden Norton                    | William MacDonald           | 3.02–3.03, 3.05, 3.09 | Lutz Mackensy                                                  |
| Principal Featherhead            | William MacDonald           | 7.01–7.08, 7.11–7.16, 7.19 | Lutz Mackensy                                                  |
| Monroe „Mad Dog“ Moore           | Eli Goree                   | 3.02, 3.05, 3.17–3.20, 3.22, 4.02–4.05, 4.07, 4.10 | Fabian Kluckert                                                |
| Dr. Curdle Jr.                   | Nikolai Witschl             | 3.02, 3.04–3.05, 3.11, 3.18, 3.21, 4.02, 4.16, 5.02, 5.07, 5.15, 5.17, 6.01–6.02, 6.05, 6.09–6.10, 6.13–6.15, 6.17, 6.19, 6.21, 7.05, 7.18 |                                                                |
| Evelyn Evernever                 | Zoé De Grand Maison         | 3.02–3.03, 3.05, 3.10, 3.13–3.14, 3.16–3.22, 4.03, 4.09, 4.14, 7.06, 7.11, 7.13, 7.15, 7.19 | Jelena Baack                                                   |
| Marty Mantle                     | Matthew Yang King           | 3.06, 3.12, 4.02, 5.12, 6.09, 6.19–6.20 | Uwe Büschken                                                   |
| Jellybean Jones                  | Trinity Likins              | 3.08, 3.12–3.13, 3.15–3.21, 4.04, 4.15–5.03 | Nina Schatton                                                  |
| Gladys Jones                     | Gina Gershon                | 3.08, 3.12–3.17, 3.19 | Anke Reitzenstein                                              |
| Peaches ’N Cream                 | Bernadette Beck             | 3.12–3.14, 3.16, 3.20–4.02, 5.01–5.02 |                                                                |
| Kurtz                            | Jonathan Whitesell          | 3.13–3.14, 3.17–3.20 | Maximilian Artajo                                              |
| Riccardo „Ricky“ DeSantos        | Nico Bustamante             | 3.14, 3.18, 3.21 |                                                                |
| Edgar Evernever                  | Chad Michael Murray         | 3.16–3.22, 4.03 | Wanja Gerick                                                   |
| Gouverneur Donald Dooley         | Fred Henderson              | 3.17, 4.05, 5.11 | Rainer Gerlach                                                 |
| Brooke Rivers                    | Luvia Peterson              | 3.20, 4.14, 5.01, 7.20 | Wicki Kalaitzi                                                 |
| FBI-Agent Charles Smith          | Wyatt Nash                  | 3.22, 4.02–4.06, 4.09, 4.11, 4.14, 4.16–5.02, 5.10, 5.18, 6.16–6.17 | Nicolás Artajo                                                 |
| Mr. Holden Honey                 | Kerr Smith                  | 4.02, 4.04, 4.08, 4.10–4.11, 4.13, 4.17–4.19 | Gerrit Schmidt-Foß                                             |
| Rupert Chipping                  | Sam Witwer                  | 4.02–4.06 | Sascha Rotermund                                               |
| Bret Weston Wallis               | Sean Depner                 | 4.02–4.16, 5.01–5.02, 7.08, 7.12 | Tobias Nath                                                    |
| Donna Sweett                     | Sarah Desjardins            | 4.03–4.16, 5.02 | Lea Kalbhenn Ronja Peters (4.15)                               |
| Jonathan                         | Alex Barima                 | 4.03–4.07, 4.09–4.13, 4.16 | Sebastian Kluckert                                             |
| Joan Berkeley                    | Doralynn Mui                | 4.03–4.07, 4.09–4.16 | Janina Stopper                                                 |
| Dodger Dickerson                 | Juan Riedinger              | 4.03–4.06, 4.09, 5.11 | Tommy Morgenstern                                              |
| Eddie                            | Ajay Friese                 | 4.04, 4.06–4.07, 4.09, 4.15 | Linus Drews                                                    |
| Hermosa Lodge                    | Mishel Prada                | 4.05–4.07, 4.13–4.16, 5.02, 6.02, 6.06 (Stimme) | Ghadah Al-Akel (Staffel 4) Carolina Vera (ab Staffel 5)        |
| Francis J. DuPont                | Malcolm Stewart             | 4.05–4.13, 4.15–4.16 | Kaspar Eichel                                                  |
| Dr. Freiderich Werthers          | Malcolm Stewart             | 7.01–7.09, 7.11–7.13, 7.15–7.16, 7.19 |                                                                |
| Frank Andrews                    | Ryan Robbins                | 4.09–4.12, 5.02, 5.10–5.11, 5.13–5.14, 5.16–6.01, 6.06–6.10, 6.15–6.17, 6.19–6.22, 7.04, 7.06–7.08, 7.10–7.14, 7.17–7.20 | Thomas Schmuckert                                              |
| Chad Gekko                       | Chris Mason                 | 5.04–5.06, 5.08, 5.10, 5.16–5.17 | Tobias Diakow                                                  |
| Glen Scot                        | Greyston Holt               | 5.04, 5.07, 5.09–5.10, 5.13, 6.03, 6.06, 6.21, 7.13, 7.18 | Peter Lontzek                                                  |
| Eric Jackson                     | Sommer Carbuccia            | 5.04, 5.07–5.08, 5.10, 5.13–5.14, 5.16–5.17 | Tim Knauer                                                     |
| Minerva Marble                   | Adeline Rudolph             | 5.06–5.08, 5.10, 5.14 | Mareile Moeller                                                |
| Britta Beach                     | Kyra Leroux                 | 5.06, 5.09, 5.15, 5.17–6.01, 6.04, 6.06–6.10, 6.16, 6.18, 6.20, 6.22 | Doreaux Zwetkow                                                |
| Sabrina Spellman                 | Kiernan Shipka              | 6.04, 6.19 | Rieke Werner                                                   |
| Percival Pickens                 | Christopher O’Shea          | 6.05–6.21 | Johannes Raspe Matthias Klie (6.11)                            |
| Agent Drake                      | Sophia Tatum                | 6.10, 6.12, 6.15–6.17, 6.22 | Giuliana Jakobeit                                              |
| Heather                          | Caroline Day                | 6.14–6.19, 6.21–6.22 | Esra Vural                                                     |
| Julian Blossom                   | Nicholas Barasch            | 7.01–7.08, 7.11–7.20 | Tobias Diakow                                                  |
| Clay Walker                      | Karl Walcott                | 7.01–7.04, 7.07–7.20 | Manuel Elsherif                                                |
| Edith Thornton                   | Frances Flanagan            | 7.01–7.02, 7.06, 7.12–7.13, 7.19–7.20 |                                                                |
| Al Fieldstone                    | Garry Chalk                 | 7.02, 7.05–7.06, 7.10–7.13, 7.16–7.17, 7.19 |                                                                |
| Mrs. Keller                      | Kate Zenna                  | 7.14, 7.20 |                                                                |

## Ausstrahlung
Vereinigte Staaten
Die Serienpremiere erfolgte am 26. Januar 2017 im Anschluss an Supernatural beim US-Sender The CW.
Im Februar 2021 wurde eine sechste Staffel bestätigt, die vom 16. November 2021 bis zum 31. Juli 2022 ausgestrahlt wurde.
Im März 2022 wurde die Serie um eine siebte Staffel verlängert. Im Mai 2022 wurde bekanntgegeben, dass die Serie mit der siebten Staffel enden würde.
Deutschland
Netflix erwarb die exklusiven internationalen Übertragungsrechte an Riverdale. Somit sind die Episoden seit dem 27. Januar 2017 jeweils wenige Stunden nach der US-Premiere im Originalton und in der deutschen Synchronfassung abrufbar.

## Produktion
Die Serie wurde ursprünglich 2014 für das Netzwerk Fox entwickelt. Jedoch legte der Sender das Projekt wieder auf Eis. Im Jahr 2015 übernahm The CW das Projekt und engagierte Greg Berlanti als Produzent. Im Januar 2016 bestellte der Sender eine Pilotfolge, die zwischen dem 14. März und dem 1. April 2016 gedreht wurde.
Die Hauptrolle des Archie Andrews ging an K. J. Apa. Weitere Hauptrollen wurden mit Cole Sprouse, Lili Reinhart, Camila Mendes sowie mit Luke Perry und Mädchen Amick besetzt. Gastrollen und Nebenrollen gingen an Ross Butler, Molly Ringwald und Robin Givens.
Am 12. Mai 2016 gab The CW eine erste Staffel in Auftrag. Die Dreharbeiten für die 13 Folgen begannen am 7. September 2016 in Vancouver. Eine zweite Staffel mit 22 Folgen wurde in Auftrag gegeben, welche ab dem 11. Oktober 2017 in den Vereinigten Staaten ausgestrahlt wurde und einen Tag nach den jeweiligen Folgen auch auf Netflix in Deutschland zu sehen war.

## Serienuniversum
Zum Serienuniversum von Riverdale gehören auch die Fernsehserien Chilling Adventures of Sabrina, die von 2018 bis 2020 ausgestrahlt wurde, sowie die Serie Katy Keene, die 2020 ausgestrahlt wurde. Die Hexe Sabrina Spellman, der Hauptcharakter von Chilling Adventures of Sabrina, entstammt ebenfalls den Archie Comics und wohnt im benachbarten Greendale. Die Serien Riverdale und Chilling Adventures of Sabrina nehmen gelegentlich aufeinander Bezug.

## Unterschiede zur Comicvorlage
(Quellen:)
- Während die Archie Comics von den normalen Alltagsproblemen der Jugendlichen handeln, ist die Handlung der Serie komplexer und düsterer. Sie weist zahlreiche Krimi-, Thriller- und Mystery-Elemente auf. In den späteren Staffeln treten auch Fantasy- und Elemente einer Superhelden-Serie auf.
- Keiner der Charaktere stirbt in den Comics.
- Betty und Veronica sind auch in der Vorlage beste Freundinnen, ihre Beziehung ist jedoch wegen der Konkurrenz um Archie angespannter.
- Während Jughead in den Comics ein alberner und witziger Charakter ist, ist er in der Serie sehr ernst, und verfügt bestenfalls über sarkastischen oder schwarzen Humor. Seine Passivität und Verfressenheit werden nur angedeutet und dafür der Fokus auf seinen Scharfsinn gelegt, welchen er auch in den Comics besitzt. In der Vorlage hatte er zudem nie eine Beziehung.
- Ms. Grundy ist in den Comics viel älter und hatte nie eine Beziehung mit Archie.
- Betty ist in der Vorlage offen, aufgeschlossen und sportlich; die Serie stellt sie als selbstbewusst, aber zurückhaltend dar.
- In der Serie gehören mehr Charaktere der LGBT-Community an als in der Vorlage. Während Kevin auch in den Comics homosexuell ist, ist Moose nicht bisexuell (und hatte somit keine Beziehung mit Kevin) und Cheryl nicht lesbisch.
- Josie und die Pussycats zeichnen sich in der Serie dadurch aus, dass sie mit ihrer Musik den People of Color ein Gesicht geben und auf die Schwierigkeiten hinweisen wollen, unter denen diese bis heute zu leiden haben. In den Comics fehlt dieser Aspekt, dort sind Josie und Melody sogar hellhäutig.
- Veronicas Familie ist weder lateinamerikanischer Herkunft, noch kriminell.
- Archies Großvater Artie ist in den Comics noch am Leben und tritt regelmäßig auf, in der Serie ist er bereits lange vor Archies Geburt verstorben.
- Es kam bisher in den Archie Comics zu keinem Auftreten von Black Hood. Tatsächlich ist Black Hood ein Charakter, der seit 1940 regelmäßig in Publikationen des Verlags MLJ Comics, später Archie Comic Publications, Inc. auftritt, und sogar eigene Comicserien hatte. Allerdings ist dieser Black Hood (trotz mitunter zweifelhafter Methoden) ein Superheld und kein psychopathischer Serienmörder.

## Auszeichnungen
Bei den 46th People’s Choice Awards gewann die Fernsehserie 2020 in der Kategorie The Drama Show of 2020.